# Taniwhasaurus
Genre
Espèces de rang inférieur
Synonymes
Taniwhasaurus est un genre fossile de mosasauridés ayant vécu durant l'étage Campanien du Crétacé supérieur. Il appartient à la sous-famille des Tylosaurinae, une lignée de mosasaures caractérisée par un long rostre édenté de forme conique. Deux espèces valides sont rattachées au genre, T. oweni et T. antarcticus, connues respectivement des registres fossiles des actuels Nouvelle-Zélande et Antarctique. Deux autres espèces ont été classées au sein du genre, à savoir T. 'capensis' et T. 'mikasaensis', dont les restes ont été retrouvés dans les actuels Afrique du Sud et Japon, mais leur attribution reste problématique en raison de l'état fragmentaire de leurs fossiles. Le nom du genre Taniwhasaurus veut littéralement dire « lézard de Taniwha », en référence à une créature aquatique surnaturelle de la mythologie maorie.
Ayant une taille maximale estimée de 5 à 8 m de long, Taniwhasaurus est un représentant de taille moyenne pour un mosasauridé. Les fossiles du squelette axial indiquent que l'animal aurait eu une grande mobilité au niveau de la colonne vertébrale, mais que la queue générerait le principal mouvement propulsif, une méthode de nage proposée pour les autres mosasaures. La constitution du membre antérieur en forme de pagaie chez Taniwhasaurus indique qu'il aurait eu de puissantes palettes natatoires pour nager. Les analyses tomodensitométriques effectuées sur les foramens du museau de T. antarcticus montrent que Taniwhasaurus, à la manière de divers prédateurs aquatiques de nos jours, aurait probablement eu un organe électrosensible capable de détecter les mouvements d'une proie sous l'eau.
Les archives fossiles montrent que les deux espèces officiellement reconnues de Taniwhasaurus furent endémiques des mers de l'ancien supercontinent Gondwana, vivant néanmoins dans différents types de plans d'eau. Les formations géologiques concernées montrent que le genre partageait son habitat avec des invertébrés, des poissons osseux, poissons cartilagineux et d'autres reptiles marins, incluant notamment des plésiosaures et d'autres mosasaures.

## Historique des recherches

### Espèce reconnues

#### Taniwhasaurus oweni

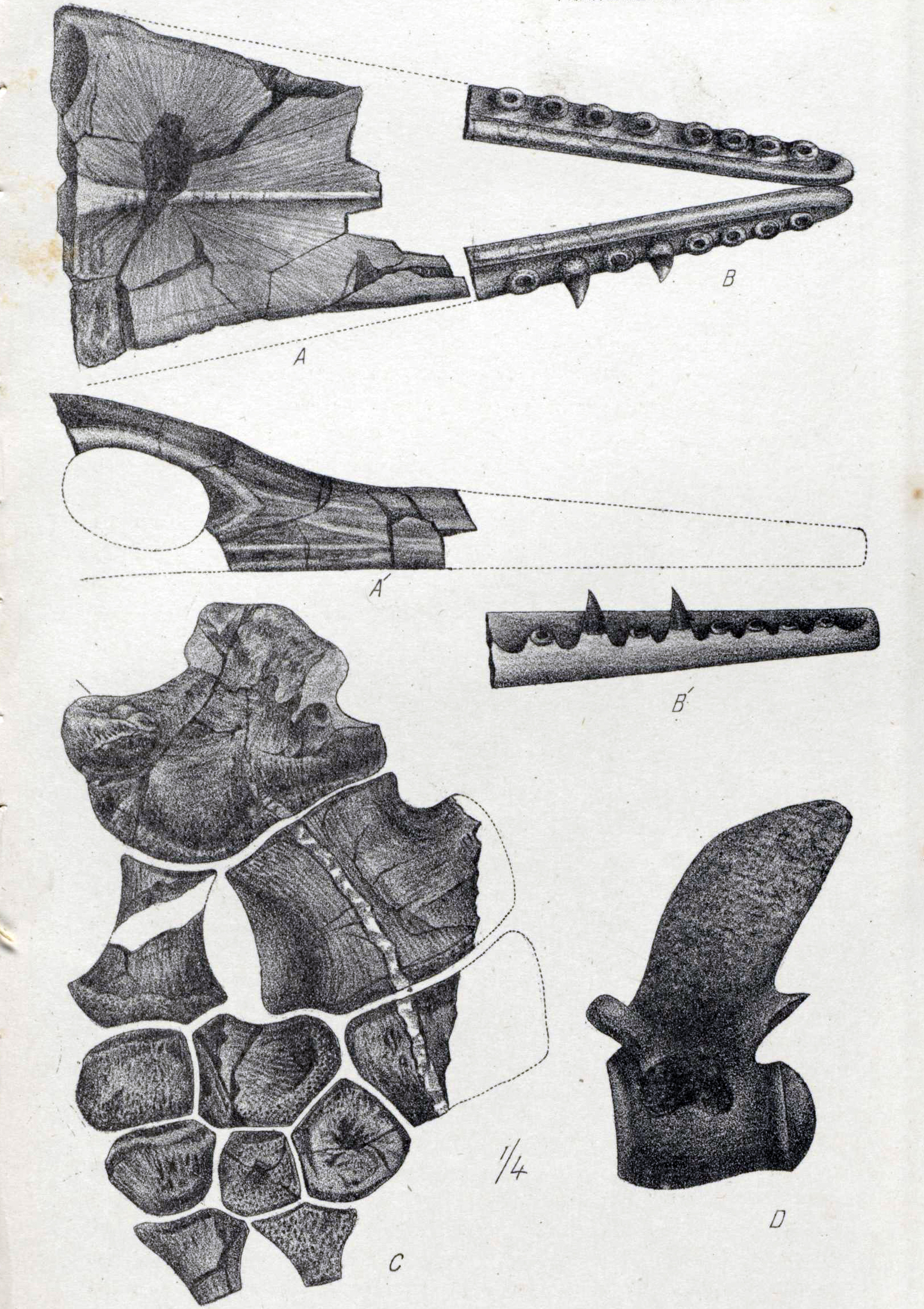
Éléments crâniens du spécimen catalogué NMNZ R1536, le lectotype de T. oweni, avec une vertèbre et des phalanges associées.

La première espèce connue, Taniwhasaurus oweni, fut découverte durant les années 1860 dans les falaises d'Haumuri Bluff (en), situées dans la formation de Conway (en), dans  l'est de la Nouvelle-Zélande. Cette formation est datée du Crétacé supérieur, et plus précisément du Campanien inférieur et moyen. Les premiers fossiles formellement attribués à ce taxon furent décrits par le naturaliste écossais James Hector en 1874. Le matériel squelettique de T. oweni se composait d'un crâne, de vertèbres et de palettes natatoires, répartis en trois sections distinctes. En 1888, constatant que les fossiles sont incomplets, Richard Lydekker place de manière incertaine T. oweni au sein du genre Platecarpus, étant renommé Platecarpus oweni. En 1897, dans sa révision de la distribution des mosasaures, Samuel Wendell Williston remet Taniwhasaurus comme un genre distinct, mais le considère comme étant toujours proche de Platecarpus. Hector n'ayant pas désigné de fossile holotype pour ce taxon, Samuel Paul Welles et D. R. Gregg désignent le spécimen NMNZ R1536, un crâne fragmenté constitué d'un os frontal et pariétal accompagné d'un os dentaire partiel, comme lectotype de T. oweni en 1971. Le nom de genre Taniwhasaurus est composé du mot en Māori Taniwha (en), et du mot en grec ancien σαῦρος / saûros, « lézard », le tout voulant littéralement dire « lézard de Taniwha », en référence à une créature aquatique surnaturelle de la mythologie maorie,. L'épithète spécifique oweni est nommé en l'honneur du célèbre paléontologue anglais Richard Owen, qui fut le premier à décrire les reptiles marins du Mésozoïque de la Nouvelle-Zélande.
Dans son article, Hector décrit plusieurs restes squelettiques qu'il attribue à un autre mosasaure, qu'il nomme Leiodon haumuriensis. En 1897, Williston suggère de transférer ce taxon au sein du genre Tylosaurus, une proposition qui sera effectuée en 1971, étant renommé pour le coup Tylosaurus haumuriensis. Welles et Gregg désignent également le spécimen NMNZ R1532 comme lectotype de Tylosaurus haumuriensis dans l'article. Bien que la plupart de ces restes ont été perdus depuis les années 1890, c'est en 1999 que des nouveaux matériels crâniens et postcrâniens ont été découverts dans les falaises d'Haumuri Bluff, et que ces trouvailles sont officialisées par Michael W. Caldwell et ses collègues en 2005. Sur la base d'analyses approfondies de ces fossiles, les chercheurs découvrent qu'il y en fait peu de divergences morphologiques entre les deux taxons de mosasaures de cette localité, les différences étant principalement dues à la taille plus imposante du spécimen NMNZ R1532, faisant de Tylosaurus haumuriensis un synonyme junior de T. oweni.

#### Taniwhasaurus antarcticus

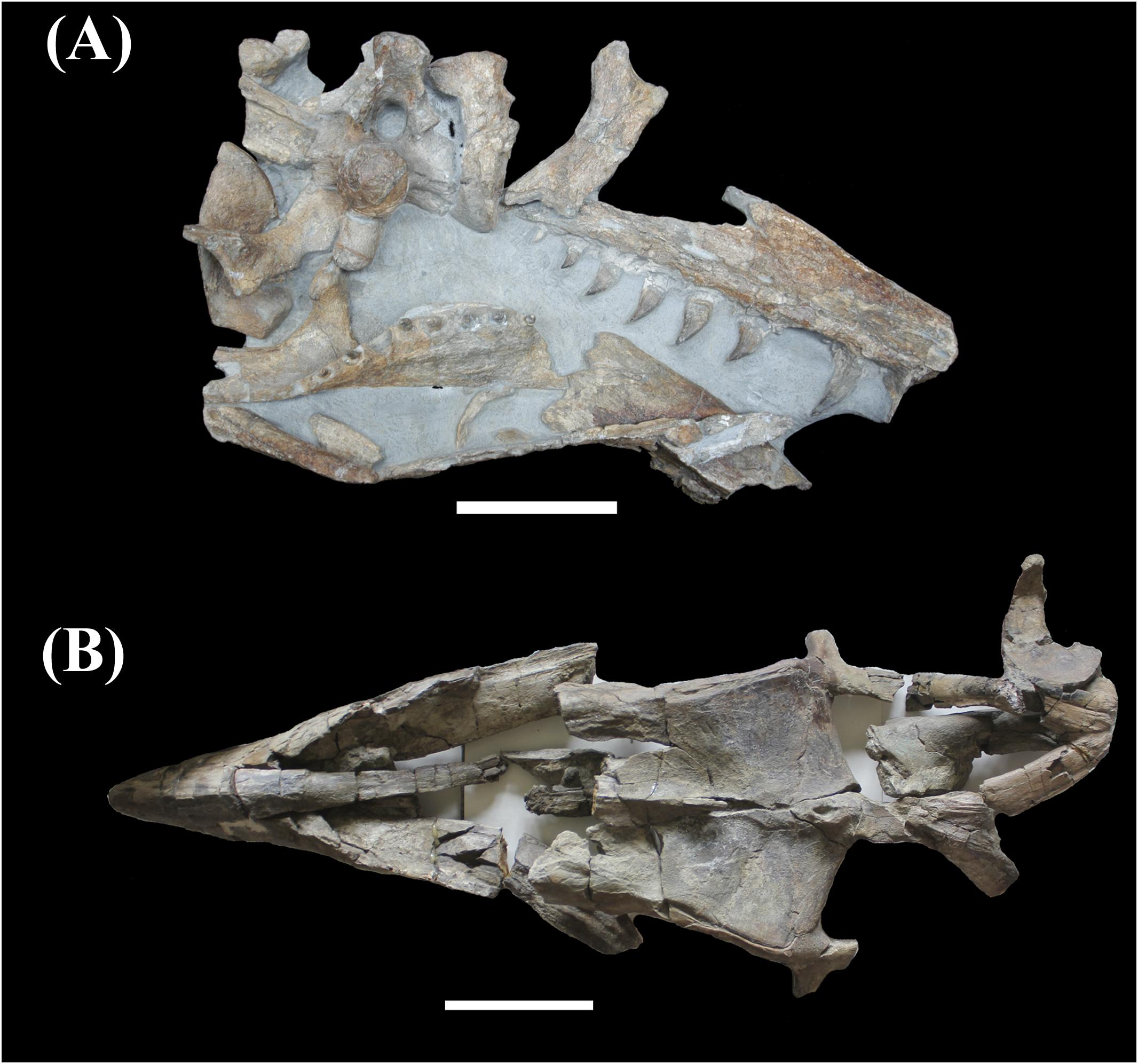
Matériel crâniens du spécimen attribuée à T. oweni (A) et de l'holotype de T. antarcticus (B).

En janvier 2000, le paléontologue Juan M. Lirio découvre un spécimen remarquablement bien préservé d'un mosasaure dans le membre Gamma de la formation de l'île Snow Hill, situé sur l'île James Ross en Antarctique. À l'origine, ce membre géologique fut identifié à tort comme appartenant à la formation voisine de Santa Marta. Le membre Gamma de la formation de l'île Snow Hill est daté dans les stades Campanien supérieur au Maastrichtien inférieur. Cette découverte concerne un spécimen de tylosauriné ayant été découvert dans les archives fossiles du Campanien supérieur, catalogué IAA 2000-JR-FSM-1, contenant un crâne de 72 cm de long, des dents, quelques vertèbres et des fragments de côtes,,. Contrairement à la majorité des autres mosasaures d'Antarctique, qui sont principalement connus à partir de dents et de restes postcrâniens,, le crâne de ce spécimen est presque complet et articulé,. Après analyse du matériel, Fernando E. Novas et ses collègues le nomment Lakumasaurus antarcticus. Le nom de genre Lakumasaurus vient du Lakuma, un esprit des mers de la mythologie du peuple Yagans, et du terme en grec ancien σαῦρος / saûros, « lézard », pour donner littéralement « lézard de Lakuma ». L'épithète spécifique antarcticus fait référence à l'Antarctique, lieu d'où à vécu l'animal,.
Dès 2006, James E. Martin remet en question la validité de Lakumasaurus en tant que genre distinct, notant que les caractéristiques crâniennes sont assez infimes pour justifier une telle proposition. Cependant, il affirme qu'il y a suffisamment de différences pour classer Lakumasaurus antarcticus en tant que deuxième espèce du genre Taniwhasaurus, étant renommé T. antarcticus, une proposition qu'il confirmera l'année suivante avec sa collègue Marta Fernández. La même année, Martin et ses collègues annoncent la découverte d'un crâne juvénile considéré comme appartenant à la même espèce et datant du Maastrichtien, cependant, des études ultérieurs se montrent septiques quant à cette affirmation. Moins de deux ans plus tard, en 2009, les mêmes auteurs publient un article qui décrit plus en détail le matériel fossile et les relations phylogénétiques entre les espèces T. antarcticus et T. oweni, une relation qui s'avère être encore reconnue actuellement.

### Espèces incertaines

#### Taniwhasaurus'capensis'
Au début du XXe siècle, plusieurs fossiles commencent à être collectés dans la région du Pondoland, en Afrique du Sud. Ces fossiles s'avèrent appartenir à des squamates et tortues marines datant du Santonien. En 1901, l'un des ensembles de fossiles découverts (catalogué SAM-PK-5265,), étant quelques morceaux fragmentaires de l'os d'une mâchoire, fut référé comme appartenant à un reptile considéré comme proche du genre Mosasaurus. Cette collection de fossiles fut plus tard donnée au paléontologue écossais Robert Broom, qui publie en 1912 un article décrivant les mêmes os, accompagné d'une vertèbre attribuée à ce spécimen. Il en conclut que les fossiles appartiendraient à un grand représentant sud-africain du genre Tylosaurus, le nommant Tylosaurus capensis.

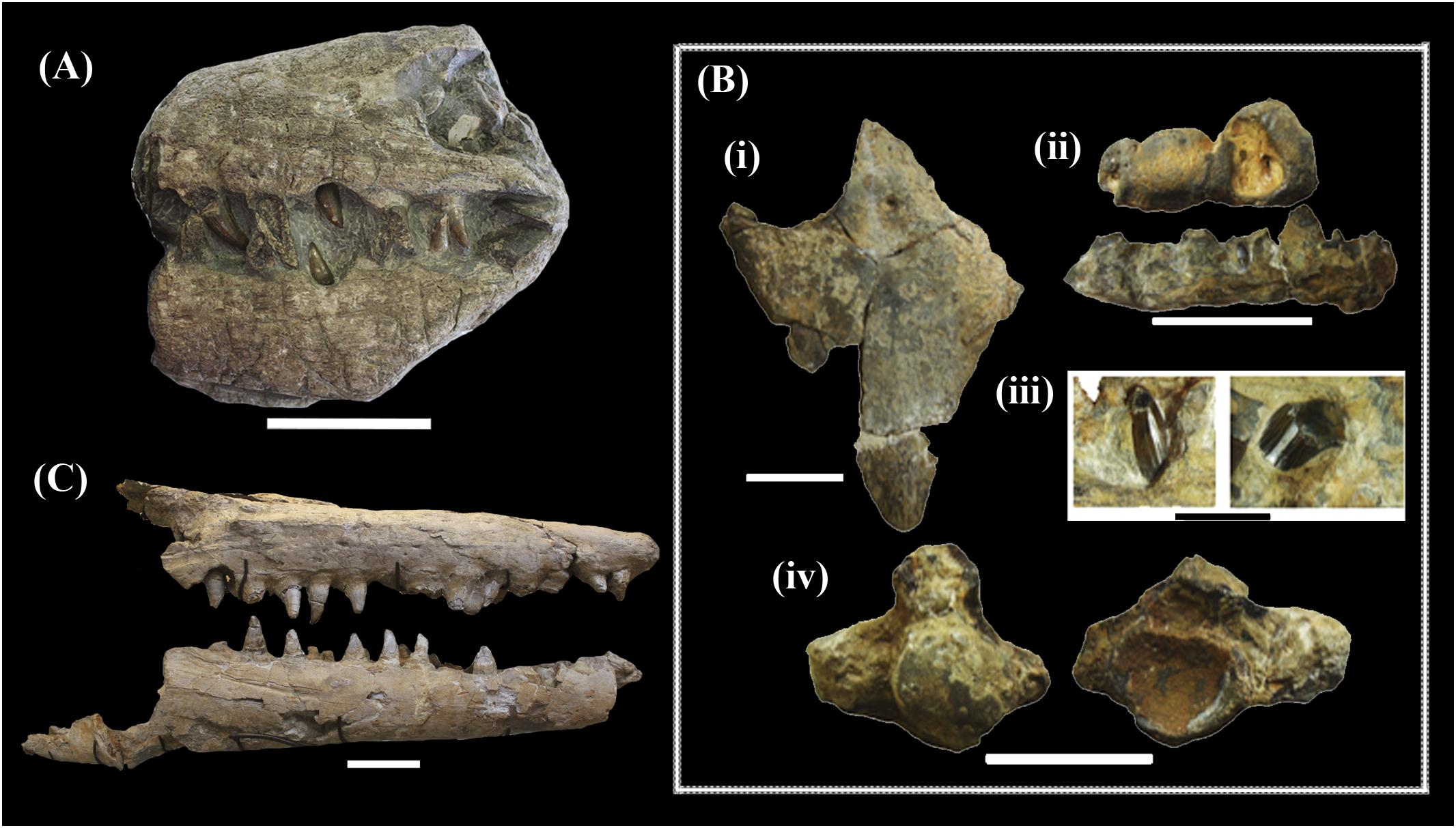
Restes fossiles fragmentaires de divers tylosaurinés, les spécimens A et B étant attribués à T. 'mikasaensis' et à T. 'capensis'.

Pendant tout le reste du XXe siècle, Tylosaurus capensis fut généralement perçu comme une espèce valide au sein du genre, étant principalement identifiée grâce à la taille du foramen pariétal et de la suture entre l'os frontal et pariétal. Cependant, les deux caractéristiques sont très variables au sein du genre Tylosaurus et ne sont pas considérées comme diagnostiques au niveau de l'espèce. En 2016, Paulina Jimenez-Huidobro publie une thèse qui analyse les relations approfondies entre les divers tylosaurinés. Sur la base des observations du spécimen SAM-PK-5265, elle propose de déplacer cette espèce vers Taniwhasaurus, affirmant que les caractéristiques trouvables s'y rapprochent plus de ce dernier que de Tylosaurus. En 2019, Jimenez-Huidobro et Caldwell réaffirment cette proposition, mais constatent également que les fossiles sont trop mal conservés pour être identifiés de manière définitive au genre. En 2022, une révision anatomique des mosasaures d'Afrique du Sud rapproche le spécimen à T. 'mikasaensis' sur la base d'analyses dentaires, mais les auteurs se montrent dubitatifs concernant son attribution au genre.

#### Taniwhasaurus'mikasaensis'
En juin 1976, une grande partie avant du crâne d'un mosasaure fut découverte sur une rive de la rivière Ikushumbetsu à Hokkaidō, au Japon. Ce spécimen a été trouvé dans une concrétion flottante, et sa formation d'origine a été identifiée à la formation de Kashima, située dans le groupe de Yezo (en), la localité étant la zone exposée de ce même lieu. Tout comme les sites précédemment mentionnés, la formation d'où fut trouvé cet animal est datée du Santonien-Campanien. Le spécimen, catalogué MCM.M0009, fut nommé Yezosaurus mikasaensis dans un communiqué de presse publié par Kikuwo Muramoto et Ikuwo Obata le 30 novembre 1976, avant d'être classé à tort comme un dinosaure du groupe des tyrannosauroïdes dans un article publié par Muramoto en décembre de la même année. Le nom de genre Yezosaurus vient de Yezo, le groupe contenant la formation de Kashima d'où le taxon a été découvert, et du grec ancien σαῦρος / saûros, « lézard », le tout voulant littéralement dire « lézard du Yezo ». L'épithète spécifique mikasaensis est nommé d'après la ville de Mikasa, lieu situé à proximité du site de la découverte,. Bien que ces deux publications ne peuvent pas être considérées comme valides du point de vue de la CINZ, Obata et Muramoto étaient effectivement perçus comme les auteurs de la description originale de Y. mikasaensis. Toujours la même année, et ceux avant même que le spécimen soit nommé, le ministère japonais de l'éducation décide de considérer le fossile comme trésor national du pays,. Le spécimen sera plus tard connu sous le nom de « créature de Mikasa » (エゾミカサリュウ, Yezo Misaka-Ryu).
En 2008, le fossile est complètement réidentifié par Caldwell et ses collègues comme étant un mosasaure, et est classé comme une nouvelle espèce de Taniwhasaurus, étant renommée T. mikasaensis, gardant ainsi l'épithète spécifique d'Obata et Muramoto. Dans la thèse de Jimenez-Huidobro publiée en 2016, trois ensembles de fossiles découverts dans la localité d'origine furent répertoriés et attribués à cette espèce proposée. Ceux-ci se composent de parties crâniennes supplémentaires (MCM.A600), deux vertèbres dorsales (MCM.M10) et des éléments de vertèbres caudales associés d'une vertèbre dorsale isolée (MCM.A1008). En 2019, la révision phylogénétique des tylosaurinés menée par Jimenez et Calwell considère toujours le spécimen comme un représentant du genre Taniwhasaurus, mais l'attribution à une quelconque espèce reste incertaine, le fossile étant insuffisant pour le classer soit dans T. mikasaensis, soit dans T. oweni. En 2020, des scans 3D ont été effectués sur des répliques du spécimen, le véritable fossile nécessitant une autorisation spéciale du ministère japonais de l'éducation.

## Description

### Taille
Bien que les fossiles de Taniwhasaurus soient incomplets, ces derniers suggèrent que le genre figure parmi les plus petits des tylosaurinés, mais étant néanmoins un mosasaure de taille moyenne. Le plus grand spécimen connu est le crâne partiel de T. oweni catalogué NMNZ R1532, qui aurait eu une longueur totale de 1,11 m selon Welles et Gregg en 1971. Lorsqu'on extrapole avec les proportions d'un spécimen adulte de l'étroitement apparenté Tylosaurus proriger (catalogué FHSM VP-3), cela donne une longueur totale de 8,65 m,,,. T. antarcticus représente une espèce plus petite, la mise à l'échelle du crâne holotype de 72 cm de long dans les mêmes proportions donnant une longueur totale approximative de 5,61 m,,.

### Crâne

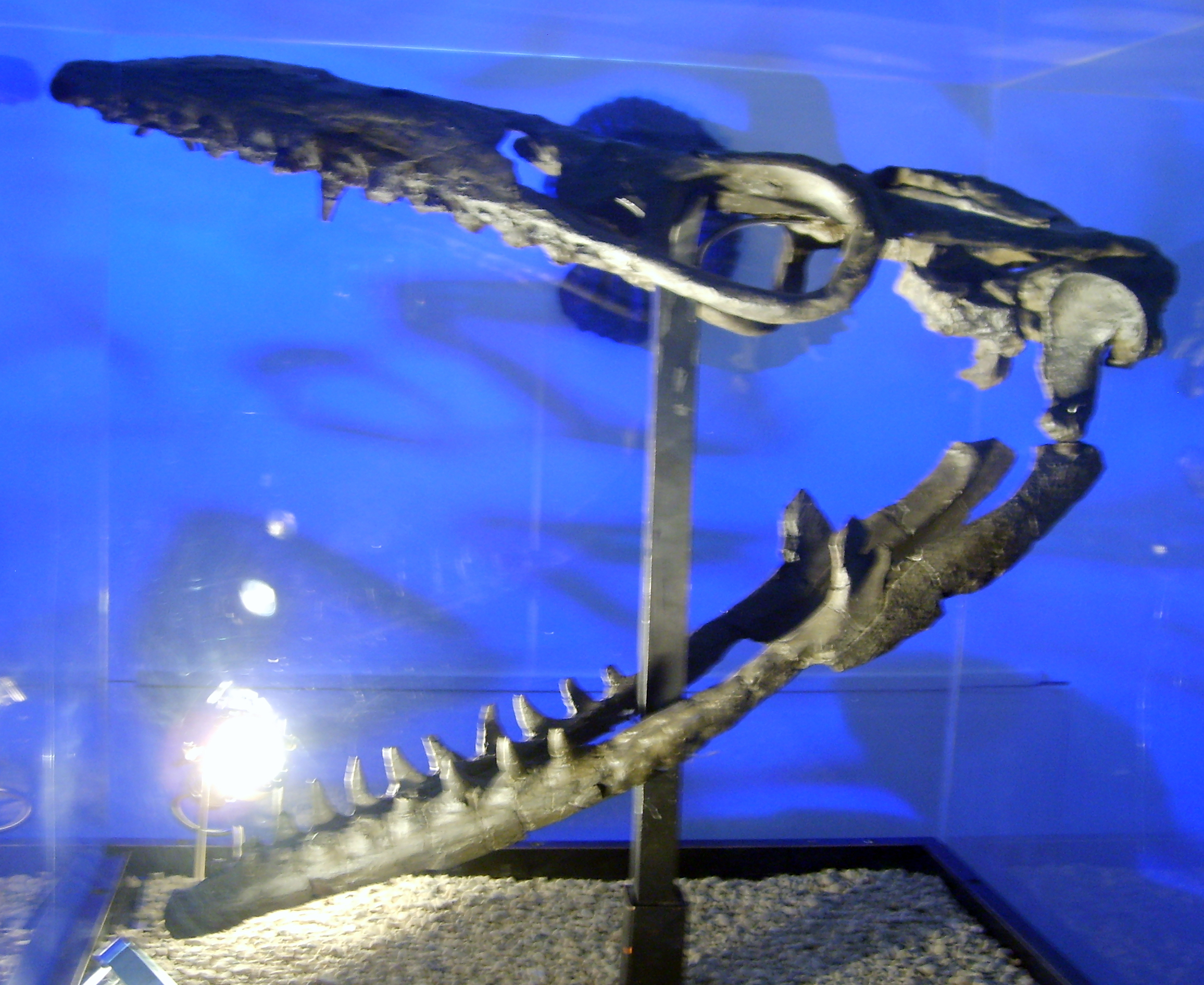
Reconstitution du crâne du spécimen holotype de T. antarcticus, temporairement exposée à l'université de Copenhague, au Danemark.

En vue dorsale, le crâne de Taniwhasaurus est de forme triangulaire. Comme les autres tylosaurinés, le crâne est caractérisé par la présence d'un rostre édenté, d'un processus antérieur au dentaire et d'une exclusion du frontal de la marge de l'orbite,. Le museau de T. oweni est plutôt droit, tandis que chez T. antarcticus, il est incurvé. Les narines externes s'avèrent être recourbées vers l'arrière. Le rostre de Taniwhasaurus possède une crête dorsale et l'os frontal possède une carène sagittale. Les marges latérales du frontal sont droites. Le genre possède également un os carré dont le diaphyse principal est dévié latéralement, ainsi qu'un processus prononcé, dirigé ventromédialement du suprastapédial. Ces caractéristiques verrouillent essentiellement le mouvement postérieur des mâchoires au maximum de la rotation postérieure du carré. Le prémaxillaire de Taniwhasaurus porte une crête longitudinale sur la moitié antérieure de sa surface dorsale, contrairement à celle de Tylosaurus dans lequel la surface dorsale du prémaxillaire est lisse. Comme les autres tylosaurinés, ce processus est extrêmement bien développé, étendant la distance équivalente des deux bases de dents des maxillaires. Le processus ascendant du maxillaire est relativement bas et arrondi et l'articulation avec le préfrontal est une longue suture en pente douce. Ainsi, le maxillaire de Taniwhasaurus est largement exclu du contact avec le frontal. L'angle décrit par les rameaux descendants et horizontaux du jugal est cohérent avec l'angle observé chez les mosasaures du groupe des plioplatecarpinés. La mandibule de Taniwhasarus est caractérisée pour avoir une structure mince et un processus coronoïde inhabituellement élevée,.

### Dentition
Les dents de Taniwhasaurus possèdent des stries verticales qui s'estompent près de leurs pointes, et les dents antérieures ne possèdent pas de carènes postérieures. Le nombre de dents présentes chez T. oweni et T. antarcticus varient entre les deux,,,. Les deux autres espèces attribués au genre, T. 'capensis' et T. 'mikasaensis', n'étant connues que par des restes partiels, aucune conclusion ne peut donc être tirée concernant leur réel nombre de dents. Dans les dents des maxillaires, T. oweni en a 14, tandis que T. antarcticus en a 12,,. Au niveau des os dentaires, T. oweni possède 15 dents, tandis que T. antarcticus en possède 13,,. Chez les deux espèces, il n'y a que 2 dents dans les prémaxillaires,,,. Le nombre exact de dents dans les os ptérygoïdes est inconnue en raison du manque de fossiles complets concernant cette partie du crâne,,,.

### Squelette postcrânien

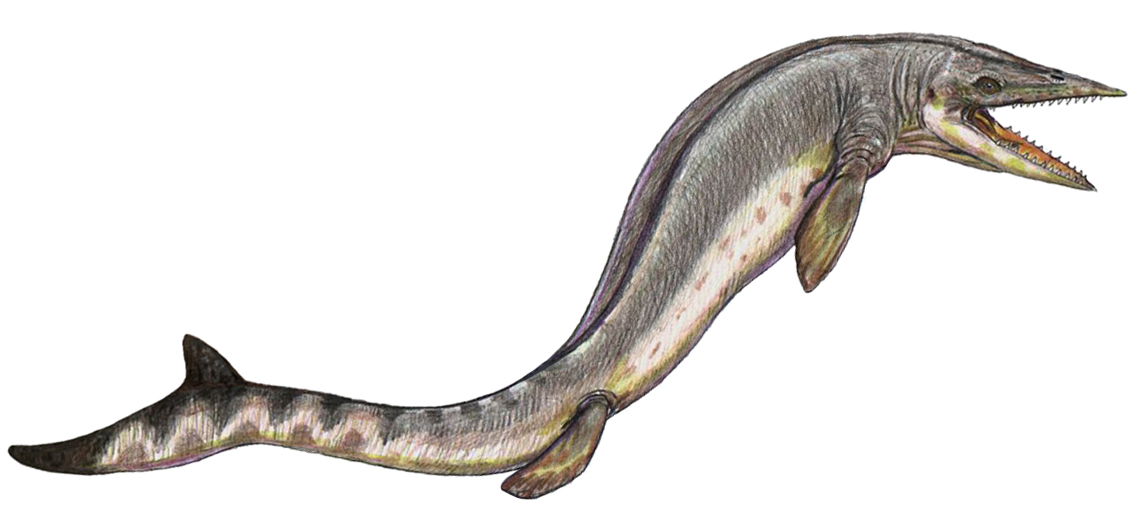
Reconstitution de Taniwhasaurus sp..

Le nombre exact de vertèbres chez Taniwhasaurus est inconnu, néanmoins, les rares fossiles concernant cette partie du corps incluent les vertèbres cervicales, dorsales, lombaires et caudales,,,,. Comme chez les autres tylosaurinés, les condyles articulaires des vertèbres cervicales de Taniwhasaurus sont en légère dépression. L'arc neural de l'atlas possède des processus qui auraient assuré la protection de la moelle épinière et le fixage des muscles qui maintiennent la tête. L'épine neurale de l'axis est robuste et allongée, culminant de manière postéro-dorsale en une pointe large, aplatie et incomplète qui portait probablement une coiffe cartilagineuse. Les vertèbres dorsales sont procèles, et sont caractérisées pour avoir un plus grande diamètre au niveau antérieur que postérieur. Les surfaces articulaires sont placées de manière oblique vers l'arrière par rapport à l'axe général de la colonne vertébrale. L'arc neural est en continuité avec les parties antérieures des centra, et articulées par des processus transerves audacieuses. Le condyle des vertèbres dorsales est large et circulaire tandis que la parapophyse robuste s'étend latéralement sur une certaine distance.
Les vertèbres caudales ont des épines neurales hautes et droites qui ne possèdent aucun processus ou de facettes zygosphéno-zygantrales (en), une articulation que l'on retrouve chez la plupart des squamates. Les vertèbres caudales ont un tube neural de taille réduite et de forme triangulaire. Le centrum est raccourci du côté rostro-caudal mais est allongé dorso-ventralement et comprimé latéralement, ce qui donne un condyle ventralement ovale plutôt que circulaire comme on le voit dans les vertèbres présacrées,. Les vertèbres caudales de Taniwhasaurus ont des centra craniocaudal non fusionnés au arc hémaux, ce qui est un cas typique chez les tylosaurinés. Les arc hémaux s'articulent avec des hémapophyses profondes mais ne fusionnent pas avec elles. Distalement, les moitiés droite et gauche fusionnent à mi-chemin de la pointe ventrale de l'élément, créant une grande crête antérieure sur la colonne vertébrale,.
Les côtes de T. oweni sont aplaties et quelque peu dilatées à leur insertion. Les rares côtes préservées montrent des surfaces articulaires convexes et s'avèrent être articulées sur une surface rugueuse, placée sur les parties antérieures et supérieures des centra vertébraux. Bien que la ceinture scapulaire soit incomplètement connue chez Taniwhasaurus, elle s'avère être de morphologie globalement similaire à ce que l'on retrouve chez les tylosaurinés en général. Le coracoïde est beaucoup plus grand que l'omoplate, et ces deux os sont de forme convexe. La plaque du coracoïde est mince et distale par rapport au foramen du coracoïde, mais il n'y a aucune présence d'émargination sur le bord médial. L'humérus est très court par rapport à sa largeur, étant de forme aplatie et ayant une articulation du coude très recourbé. Ce même humérus possède des crêtes musculaires prononcées. Les carpes sont de forme remarquablement plate et mince, leurs bordures étant relevées et rugueuses. Les rares fragments de phalanges indiquent que ces derniers auraient été de forme cylindrique et allongée. Cela suggère que Taniwhasaurus aurait eu un humérus musclé et puissant qui aurait été court et large, avec des os en forme de pagaie, indiquant qu'il aurait été un nageur efficace.

## Classification
Taniwhasaurus fut toujours classé au sein des mosasaures, mais la description initiale publiée par Hector en 1874 ne l'attribue à aucun sous-taxon de cette famille. En effet, Hector classe de manière simplifiée Taniwhasaurus dans l'ordre des Pythonomorpha (en), un taxon censé englober les mosasaures et les ancêtres des serpents,,. En 1888, Taniwhasaurus est déplacé dans le genre Platecarpus par Lydekker, le considérant un synonyme junior. En 1897, Williston nomme la sous-famille des Platercarpinae et classe Taniwhasaurus dans ce groupe, le considérant comme proche de certains genres tels que Platecarpus et Plioplatecarpus. En 1967, le paléontologue Dale Russell synonymise les Platecarpinae avec les Plioplatecarpinae en raison du principe de priorité et de leurs définitions taxonomiques similaires,. Russell classe cependant Taniwhasaurus au sein de la sous-famille des Mosasaurinae, et plus précisément dans la tribu des Plotosaurini. Russell, considérant que la morphologie postcrânienne de Taniwhasaurus se rapprocherait à celle de Plotosaurus, l'attribue provisoirement comme son taxon frère.
C'est en 1971 que Taniwhasaurus est déplacé au sein des Tylosaurinae par Welles et Gregg, sur la base de caractéristiques crâniennes le rapprochant du genre Tylosaurus. Les découvertes ultérieures d'autres tylosaurinés, précédemment mentionnés comme appartenant à des genres distincts et qui sont maintenant considérés comme synonymes de Taniwhasaurus, confirmeront la proposition de Welles et Gregg sur la position phylogénétique de ce genre,,,,,. Les membres de cette sous-famille, incluant le genre apparenté Tylosaurus et peut-être même Kaikaifilu, sont caractérisées par un rostre de forme conique et allongé qui ne porte pas de dents,,. En 2019, dans leur révision phylogénétique de ce groupe, Jiménez-Huidobro et Caldwell estiment que Taniwhasaurus ne peut pas être considéré avec certitude comme étant monophylétique, car certaines espèces nommées ont des fossiles trop fragmentaires pour être attribuées de manière concrète au genre. Cependant, ils considèrent qu'en ignorant le matériel problématique, Taniwhasaurus forme un taxon bel et bien monophylétique et distinct de Tylosaurus. Une étude publiée en 2020 par Daniel Madzia et Andrea Cau suggère une relation paraphylétique de Tylosaurus, considérant que Taniwhasaurus aurait évolué à partir de ce dernier, vers environ 84 millions d'années. Cependant, cette affirmation ne semble pas être cohérente avec les précédentes analyses phylogénétiques menées sur les deux genres.
Le cladogramme suivant est modifié à partir de l'analyse phylogénétique menée par Jiménez-Huidobro & Caldwell (2019), basée d'après les espèces de tylosaurinés avec les matériaux suffisamment connu pour modéliser des relations précises, :
|  | Tethysaurinae (en)   |
|  |                      |
|  | Yaguarasaurinae (en) |
|  |                      |

|  | Taniwhasaurus oweni       |
|  |                           |
|  | Taniwhasaurus antarcticus |
|  |                           |

|  | Tylosaurus proriger |
|  |                     |
|  | Tylosaurus bernardi |
|  |                     |

|  | Tylosaurus pembinensis       |
|  |                              |
|  | Tylosaurus saskatchewanensis |
|  |                              |

|  | Tylosaurus proriger |
|  |                     |
|  | Tylosaurus bernardi |
|  |                     |

|  | Tylosaurus pembinensis       |
|  |                              |
|  | Tylosaurus saskatchewanensis |
|  |                              |

|  | Tylosaurus proriger |
|  |                     |
|  | Tylosaurus bernardi |
|  |                     |

|  | Tylosaurus pembinensis       |
|  |                              |
|  | Tylosaurus saskatchewanensis |
|  |                              |

|  | Tylosaurus proriger |
|  |                     |
|  | Tylosaurus bernardi |
|  |                     |

|  | Tylosaurus pembinensis       |
|  |                              |
|  | Tylosaurus saskatchewanensis |
|  |                              |

|  | Taniwhasaurus oweni       |
|  |                           |
|  | Taniwhasaurus antarcticus |
|  |                           |

|  | Tylosaurus proriger |
|  |                     |
|  | Tylosaurus bernardi |
|  |                     |

|  | Tylosaurus pembinensis       |
|  |                              |
|  | Tylosaurus saskatchewanensis |
|  |                              |

|  | Tylosaurus proriger |
|  |                     |
|  | Tylosaurus bernardi |
|  |                     |

|  | Tylosaurus pembinensis       |
|  |                              |
|  | Tylosaurus saskatchewanensis |
|  |                              |

|  | Tylosaurus proriger |
|  |                     |
|  | Tylosaurus bernardi |
|  |                     |

|  | Tylosaurus pembinensis       |
|  |                              |
|  | Tylosaurus saskatchewanensis |
|  |                              |

|  | Tylosaurus proriger |
|  |                     |
|  | Tylosaurus bernardi |
|  |                     |

|  | Tylosaurus pembinensis       |
|  |                              |
|  | Tylosaurus saskatchewanensis |
|  |                              |

|  | Plioplatecarpinae |
|  |                   |

|  | Taniwhasaurus oweni       |
|  |                           |
|  | Taniwhasaurus antarcticus |
|  |                           |

|  | Tylosaurus proriger |
|  |                     |
|  | Tylosaurus bernardi |
|  |                     |

|  | Tylosaurus pembinensis       |
|  |                              |
|  | Tylosaurus saskatchewanensis |
|  |                              |

|  | Tylosaurus proriger |
|  |                     |
|  | Tylosaurus bernardi |
|  |                     |

|  | Tylosaurus pembinensis       |
|  |                              |
|  | Tylosaurus saskatchewanensis |
|  |                              |

|  | Tylosaurus proriger |
|  |                     |
|  | Tylosaurus bernardi |
|  |                     |

|  | Tylosaurus pembinensis       |
|  |                              |
|  | Tylosaurus saskatchewanensis |
|  |                              |

|  | Tylosaurus proriger |
|  |                     |
|  | Tylosaurus bernardi |
|  |                     |

|  | Tylosaurus pembinensis       |
|  |                              |
|  | Tylosaurus saskatchewanensis |
|  |                              |

|  | Taniwhasaurus oweni       |
|  |                           |
|  | Taniwhasaurus antarcticus |
|  |                           |

|  | Tylosaurus proriger |
|  |                     |
|  | Tylosaurus bernardi |
|  |                     |

|  | Tylosaurus pembinensis       |
|  |                              |
|  | Tylosaurus saskatchewanensis |
|  |                              |

|  | Tylosaurus proriger |
|  |                     |
|  | Tylosaurus bernardi |
|  |                     |

|  | Tylosaurus pembinensis       |
|  |                              |
|  | Tylosaurus saskatchewanensis |
|  |                              |

|  | Tylosaurus proriger |
|  |                     |
|  | Tylosaurus bernardi |
|  |                     |

|  | Tylosaurus pembinensis       |
|  |                              |
|  | Tylosaurus saskatchewanensis |
|  |                              |

|  | Tylosaurus proriger |
|  |                     |
|  | Tylosaurus bernardi |
|  |                     |

|  | Tylosaurus pembinensis       |
|  |                              |
|  | Tylosaurus saskatchewanensis |
|  |                              |

|  | Plioplatecarpinae |
|  |                   |

|  | Tethysaurinae (en)   |
|  |                      |
|  | Yaguarasaurinae (en) |
|  |                      |

|  | Taniwhasaurus oweni       |
|  |                           |
|  | Taniwhasaurus antarcticus |
|  |                           |

|  | Tylosaurus proriger |
|  |                     |
|  | Tylosaurus bernardi |
|  |                     |

|  | Tylosaurus pembinensis       |
|  |                              |
|  | Tylosaurus saskatchewanensis |
|  |                              |

|  | Tylosaurus proriger |
|  |                     |
|  | Tylosaurus bernardi |
|  |                     |

|  | Tylosaurus pembinensis       |
|  |                              |
|  | Tylosaurus saskatchewanensis |
|  |                              |

|  | Tylosaurus proriger |
|  |                     |
|  | Tylosaurus bernardi |
|  |                     |

|  | Tylosaurus pembinensis       |
|  |                              |
|  | Tylosaurus saskatchewanensis |
|  |                              |

|  | Tylosaurus proriger |
|  |                     |
|  | Tylosaurus bernardi |
|  |                     |

|  | Tylosaurus pembinensis       |
|  |                              |
|  | Tylosaurus saskatchewanensis |
|  |                              |

|  | Taniwhasaurus oweni       |
|  |                           |
|  | Taniwhasaurus antarcticus |
|  |                           |

|  | Tylosaurus proriger |
|  |                     |
|  | Tylosaurus bernardi |
|  |                     |

|  | Tylosaurus pembinensis       |
|  |                              |
|  | Tylosaurus saskatchewanensis |
|  |                              |

|  | Tylosaurus proriger |
|  |                     |
|  | Tylosaurus bernardi |
|  |                     |

|  | Tylosaurus pembinensis       |
|  |                              |
|  | Tylosaurus saskatchewanensis |
|  |                              |

|  | Tylosaurus proriger |
|  |                     |
|  | Tylosaurus bernardi |
|  |                     |

|  | Tylosaurus pembinensis       |
|  |                              |
|  | Tylosaurus saskatchewanensis |
|  |                              |

|  | Tylosaurus proriger |
|  |                     |
|  | Tylosaurus bernardi |
|  |                     |

|  | Tylosaurus pembinensis       |
|  |                              |
|  | Tylosaurus saskatchewanensis |
|  |                              |

|  | Plioplatecarpinae |
|  |                   |

|  | Taniwhasaurus oweni       |
|  |                           |
|  | Taniwhasaurus antarcticus |
|  |                           |

|  | Tylosaurus proriger |
|  |                     |
|  | Tylosaurus bernardi |
|  |                     |

|  | Tylosaurus pembinensis       |
|  |                              |
|  | Tylosaurus saskatchewanensis |
|  |                              |

|  | Tylosaurus proriger |
|  |                     |
|  | Tylosaurus bernardi |
|  |                     |

|  | Tylosaurus pembinensis       |
|  |                              |
|  | Tylosaurus saskatchewanensis |
|  |                              |

|  | Tylosaurus proriger |
|  |                     |
|  | Tylosaurus bernardi |
|  |                     |

|  | Tylosaurus pembinensis       |
|  |                              |
|  | Tylosaurus saskatchewanensis |
|  |                              |

|  | Tylosaurus proriger |
|  |                     |
|  | Tylosaurus bernardi |
|  |                     |

|  | Tylosaurus pembinensis       |
|  |                              |
|  | Tylosaurus saskatchewanensis |
|  |                              |

|  | Taniwhasaurus oweni       |
|  |                           |
|  | Taniwhasaurus antarcticus |
|  |                           |

|  | Tylosaurus proriger |
|  |                     |
|  | Tylosaurus bernardi |
|  |                     |

|  | Tylosaurus pembinensis       |
|  |                              |
|  | Tylosaurus saskatchewanensis |
|  |                              |

|  | Tylosaurus proriger |
|  |                     |
|  | Tylosaurus bernardi |
|  |                     |

|  | Tylosaurus pembinensis       |
|  |                              |
|  | Tylosaurus saskatchewanensis |
|  |                              |

|  | Tylosaurus proriger |
|  |                     |
|  | Tylosaurus bernardi |
|  |                     |

|  | Tylosaurus pembinensis       |
|  |                              |
|  | Tylosaurus saskatchewanensis |
|  |                              |

|  | Tylosaurus proriger |
|  |                     |
|  | Tylosaurus bernardi |
|  |                     |

|  | Tylosaurus pembinensis       |
|  |                              |
|  | Tylosaurus saskatchewanensis |
|  |                              |

|  | Plioplatecarpinae |
|  |                   |

|  | Halisaurinae (en) |
|  |                   |
|  | Mosasaurinae      |
|  |                   |

|  | Tethysaurinae (en)   |
|  |                      |
|  | Yaguarasaurinae (en) |
|  |                      |

|  | Taniwhasaurus oweni       |
|  |                           |
|  | Taniwhasaurus antarcticus |
|  |                           |

|  | Tylosaurus proriger |
|  |                     |
|  | Tylosaurus bernardi |
|  |                     |

|  | Tylosaurus pembinensis       |
|  |                              |
|  | Tylosaurus saskatchewanensis |
|  |                              |

|  | Tylosaurus proriger |
|  |                     |
|  | Tylosaurus bernardi |
|  |                     |

|  | Tylosaurus pembinensis       |
|  |                              |
|  | Tylosaurus saskatchewanensis |
|  |                              |

|  | Tylosaurus proriger |
|  |                     |
|  | Tylosaurus bernardi |
|  |                     |

|  | Tylosaurus pembinensis       |
|  |                              |
|  | Tylosaurus saskatchewanensis |
|  |                              |

|  | Tylosaurus proriger |
|  |                     |
|  | Tylosaurus bernardi |
|  |                     |

|  | Tylosaurus pembinensis       |
|  |                              |
|  | Tylosaurus saskatchewanensis |
|  |                              |

|  | Taniwhasaurus oweni       |
|  |                           |
|  | Taniwhasaurus antarcticus |
|  |                           |

|  | Tylosaurus proriger |
|  |                     |
|  | Tylosaurus bernardi |
|  |                     |

|  | Tylosaurus pembinensis       |
|  |                              |
|  | Tylosaurus saskatchewanensis |
|  |                              |

|  | Tylosaurus proriger |
|  |                     |
|  | Tylosaurus bernardi |
|  |                     |

|  | Tylosaurus pembinensis       |
|  |                              |
|  | Tylosaurus saskatchewanensis |
|  |                              |

|  | Tylosaurus proriger |
|  |                     |
|  | Tylosaurus bernardi |
|  |                     |

|  | Tylosaurus pembinensis       |
|  |                              |
|  | Tylosaurus saskatchewanensis |
|  |                              |

|  | Tylosaurus proriger |
|  |                     |
|  | Tylosaurus bernardi |
|  |                     |

|  | Tylosaurus pembinensis       |
|  |                              |
|  | Tylosaurus saskatchewanensis |
|  |                              |

|  | Plioplatecarpinae |
|  |                   |

|  | Taniwhasaurus oweni       |
|  |                           |
|  | Taniwhasaurus antarcticus |
|  |                           |

|  | Tylosaurus proriger |
|  |                     |
|  | Tylosaurus bernardi |
|  |                     |

|  | Tylosaurus pembinensis       |
|  |                              |
|  | Tylosaurus saskatchewanensis |
|  |                              |

|  | Tylosaurus proriger |
|  |                     |
|  | Tylosaurus bernardi |
|  |                     |

|  | Tylosaurus pembinensis       |
|  |                              |
|  | Tylosaurus saskatchewanensis |
|  |                              |

|  | Tylosaurus proriger |
|  |                     |
|  | Tylosaurus bernardi |
|  |                     |

|  | Tylosaurus pembinensis       |
|  |                              |
|  | Tylosaurus saskatchewanensis |
|  |                              |

|  | Tylosaurus proriger |
|  |                     |
|  | Tylosaurus bernardi |
|  |                     |

|  | Tylosaurus pembinensis       |
|  |                              |
|  | Tylosaurus saskatchewanensis |
|  |                              |

|  | Taniwhasaurus oweni       |
|  |                           |
|  | Taniwhasaurus antarcticus |
|  |                           |

|  | Tylosaurus proriger |
|  |                     |
|  | Tylosaurus bernardi |
|  |                     |

|  | Tylosaurus pembinensis       |
|  |                              |
|  | Tylosaurus saskatchewanensis |
|  |                              |

|  | Tylosaurus proriger |
|  |                     |
|  | Tylosaurus bernardi |
|  |                     |

|  | Tylosaurus pembinensis       |
|  |                              |
|  | Tylosaurus saskatchewanensis |
|  |                              |

|  | Tylosaurus proriger |
|  |                     |
|  | Tylosaurus bernardi |
|  |                     |

|  | Tylosaurus pembinensis       |
|  |                              |
|  | Tylosaurus saskatchewanensis |
|  |                              |

|  | Tylosaurus proriger |
|  |                     |
|  | Tylosaurus bernardi |
|  |                     |

|  | Tylosaurus pembinensis       |
|  |                              |
|  | Tylosaurus saskatchewanensis |
|  |                              |

|  | Plioplatecarpinae |
|  |                   |

|  | Tethysaurinae (en)   |
|  |                      |
|  | Yaguarasaurinae (en) |
|  |                      |

|  | Taniwhasaurus oweni       |
|  |                           |
|  | Taniwhasaurus antarcticus |
|  |                           |

|  | Tylosaurus proriger |
|  |                     |
|  | Tylosaurus bernardi |
|  |                     |

|  | Tylosaurus pembinensis       |
|  |                              |
|  | Tylosaurus saskatchewanensis |
|  |                              |

|  | Tylosaurus proriger |
|  |                     |
|  | Tylosaurus bernardi |
|  |                     |

|  | Tylosaurus pembinensis       |
|  |                              |
|  | Tylosaurus saskatchewanensis |
|  |                              |

|  | Tylosaurus proriger |
|  |                     |
|  | Tylosaurus bernardi |
|  |                     |

|  | Tylosaurus pembinensis       |
|  |                              |
|  | Tylosaurus saskatchewanensis |
|  |                              |

|  | Tylosaurus proriger |
|  |                     |
|  | Tylosaurus bernardi |
|  |                     |

|  | Tylosaurus pembinensis       |
|  |                              |
|  | Tylosaurus saskatchewanensis |
|  |                              |

|  | Taniwhasaurus oweni       |
|  |                           |
|  | Taniwhasaurus antarcticus |
|  |                           |

|  | Tylosaurus proriger |
|  |                     |
|  | Tylosaurus bernardi |
|  |                     |

|  | Tylosaurus pembinensis       |
|  |                              |
|  | Tylosaurus saskatchewanensis |
|  |                              |

|  | Tylosaurus proriger |
|  |                     |
|  | Tylosaurus bernardi |
|  |                     |

|  | Tylosaurus pembinensis       |
|  |                              |
|  | Tylosaurus saskatchewanensis |
|  |                              |

|  | Tylosaurus proriger |
|  |                     |
|  | Tylosaurus bernardi |
|  |                     |

|  | Tylosaurus pembinensis       |
|  |                              |
|  | Tylosaurus saskatchewanensis |
|  |                              |

|  | Tylosaurus proriger |
|  |                     |
|  | Tylosaurus bernardi |
|  |                     |

|  | Tylosaurus pembinensis       |
|  |                              |
|  | Tylosaurus saskatchewanensis |
|  |                              |

|  | Plioplatecarpinae |
|  |                   |

|  | Taniwhasaurus oweni       |
|  |                           |
|  | Taniwhasaurus antarcticus |
|  |                           |

|  | Tylosaurus proriger |
|  |                     |
|  | Tylosaurus bernardi |
|  |                     |

|  | Tylosaurus pembinensis       |
|  |                              |
|  | Tylosaurus saskatchewanensis |
|  |                              |

|  | Tylosaurus proriger |
|  |                     |
|  | Tylosaurus bernardi |
|  |                     |

|  | Tylosaurus pembinensis       |
|  |                              |
|  | Tylosaurus saskatchewanensis |
|  |                              |

|  | Tylosaurus proriger |
|  |                     |
|  | Tylosaurus bernardi |
|  |                     |

|  | Tylosaurus pembinensis       |
|  |                              |
|  | Tylosaurus saskatchewanensis |
|  |                              |

|  | Tylosaurus proriger |
|  |                     |
|  | Tylosaurus bernardi |
|  |                     |

|  | Tylosaurus pembinensis       |
|  |                              |
|  | Tylosaurus saskatchewanensis |
|  |                              |

|  | Taniwhasaurus oweni       |
|  |                           |
|  | Taniwhasaurus antarcticus |
|  |                           |

|  | Tylosaurus proriger |
|  |                     |
|  | Tylosaurus bernardi |
|  |                     |

|  | Tylosaurus pembinensis       |
|  |                              |
|  | Tylosaurus saskatchewanensis |
|  |                              |

|  | Tylosaurus proriger |
|  |                     |
|  | Tylosaurus bernardi |
|  |                     |

|  | Tylosaurus pembinensis       |
|  |                              |
|  | Tylosaurus saskatchewanensis |
|  |                              |

|  | Tylosaurus proriger |
|  |                     |
|  | Tylosaurus bernardi |
|  |                     |

|  | Tylosaurus pembinensis       |
|  |                              |
|  | Tylosaurus saskatchewanensis |
|  |                              |

|  | Tylosaurus proriger |
|  |                     |
|  | Tylosaurus bernardi |
|  |                     |

|  | Tylosaurus pembinensis       |
|  |                              |
|  | Tylosaurus saskatchewanensis |
|  |                              |

|  | Plioplatecarpinae |
|  |                   |

|  | Halisaurinae (en) |
|  |                   |
|  | Mosasaurinae      |
|  |                   |

|  | Tethysaurinae (en)   |
|  |                      |
|  | Yaguarasaurinae (en) |
|  |                      |

|  | Taniwhasaurus oweni       |
|  |                           |
|  | Taniwhasaurus antarcticus |
|  |                           |

|  | Tylosaurus proriger |
|  |                     |
|  | Tylosaurus bernardi |
|  |                     |

|  | Tylosaurus pembinensis       |
|  |                              |
|  | Tylosaurus saskatchewanensis |
|  |                              |

|  | Tylosaurus proriger |
|  |                     |
|  | Tylosaurus bernardi |
|  |                     |

|  | Tylosaurus pembinensis       |
|  |                              |
|  | Tylosaurus saskatchewanensis |
|  |                              |

|  | Tylosaurus proriger |
|  |                     |
|  | Tylosaurus bernardi |
|  |                     |

|  | Tylosaurus pembinensis       |
|  |                              |
|  | Tylosaurus saskatchewanensis |
|  |                              |

|  | Tylosaurus proriger |
|  |                     |
|  | Tylosaurus bernardi |
|  |                     |

|  | Tylosaurus pembinensis       |
|  |                              |
|  | Tylosaurus saskatchewanensis |
|  |                              |

|  | Taniwhasaurus oweni       |
|  |                           |
|  | Taniwhasaurus antarcticus |
|  |                           |

|  | Tylosaurus proriger |
|  |                     |
|  | Tylosaurus bernardi |
|  |                     |

|  | Tylosaurus pembinensis       |
|  |                              |
|  | Tylosaurus saskatchewanensis |
|  |                              |

|  | Tylosaurus proriger |
|  |                     |
|  | Tylosaurus bernardi |
|  |                     |

|  | Tylosaurus pembinensis       |
|  |                              |
|  | Tylosaurus saskatchewanensis |
|  |                              |

|  | Tylosaurus proriger |
|  |                     |
|  | Tylosaurus bernardi |
|  |                     |

|  | Tylosaurus pembinensis       |
|  |                              |
|  | Tylosaurus saskatchewanensis |
|  |                              |

|  | Tylosaurus proriger |
|  |                     |
|  | Tylosaurus bernardi |
|  |                     |

|  | Tylosaurus pembinensis       |
|  |                              |
|  | Tylosaurus saskatchewanensis |
|  |                              |

|  | Plioplatecarpinae |
|  |                   |

|  | Taniwhasaurus oweni       |
|  |                           |
|  | Taniwhasaurus antarcticus |
|  |                           |

|  | Tylosaurus proriger |
|  |                     |
|  | Tylosaurus bernardi |
|  |                     |

|  | Tylosaurus pembinensis       |
|  |                              |
|  | Tylosaurus saskatchewanensis |
|  |                              |

|  | Tylosaurus proriger |
|  |                     |
|  | Tylosaurus bernardi |
|  |                     |

|  | Tylosaurus pembinensis       |
|  |                              |
|  | Tylosaurus saskatchewanensis |
|  |                              |

|  | Tylosaurus proriger |
|  |                     |
|  | Tylosaurus bernardi |
|  |                     |

|  | Tylosaurus pembinensis       |
|  |                              |
|  | Tylosaurus saskatchewanensis |
|  |                              |

|  | Tylosaurus proriger |
|  |                     |
|  | Tylosaurus bernardi |
|  |                     |

|  | Tylosaurus pembinensis       |
|  |                              |
|  | Tylosaurus saskatchewanensis |
|  |                              |

|  | Taniwhasaurus oweni       |
|  |                           |
|  | Taniwhasaurus antarcticus |
|  |                           |

|  | Tylosaurus proriger |
|  |                     |
|  | Tylosaurus bernardi |
|  |                     |

|  | Tylosaurus pembinensis       |
|  |                              |
|  | Tylosaurus saskatchewanensis |
|  |                              |

|  | Tylosaurus proriger |
|  |                     |
|  | Tylosaurus bernardi |
|  |                     |

|  | Tylosaurus pembinensis       |
|  |                              |
|  | Tylosaurus saskatchewanensis |
|  |                              |

|  | Tylosaurus proriger |
|  |                     |
|  | Tylosaurus bernardi |
|  |                     |

|  | Tylosaurus pembinensis       |
|  |                              |
|  | Tylosaurus saskatchewanensis |
|  |                              |

|  | Tylosaurus proriger |
|  |                     |
|  | Tylosaurus bernardi |
|  |                     |

|  | Tylosaurus pembinensis       |
|  |                              |
|  | Tylosaurus saskatchewanensis |
|  |                              |

|  | Plioplatecarpinae |
|  |                   |

|  | Tethysaurinae (en)   |
|  |                      |
|  | Yaguarasaurinae (en) |
|  |                      |

|  | Taniwhasaurus oweni       |
|  |                           |
|  | Taniwhasaurus antarcticus |
|  |                           |

|  | Tylosaurus proriger |
|  |                     |
|  | Tylosaurus bernardi |
|  |                     |

|  | Tylosaurus pembinensis       |
|  |                              |
|  | Tylosaurus saskatchewanensis |
|  |                              |

|  | Tylosaurus proriger |
|  |                     |
|  | Tylosaurus bernardi |
|  |                     |

|  | Tylosaurus pembinensis       |
|  |                              |
|  | Tylosaurus saskatchewanensis |
|  |                              |

|  | Tylosaurus proriger |
|  |                     |
|  | Tylosaurus bernardi |
|  |                     |

|  | Tylosaurus pembinensis       |
|  |                              |
|  | Tylosaurus saskatchewanensis |
|  |                              |

|  | Tylosaurus proriger |
|  |                     |
|  | Tylosaurus bernardi |
|  |                     |

|  | Tylosaurus pembinensis       |
|  |                              |
|  | Tylosaurus saskatchewanensis |
|  |                              |

|  | Taniwhasaurus oweni       |
|  |                           |
|  | Taniwhasaurus antarcticus |
|  |                           |

|  | Tylosaurus proriger |
|  |                     |
|  | Tylosaurus bernardi |
|  |                     |

|  | Tylosaurus pembinensis       |
|  |                              |
|  | Tylosaurus saskatchewanensis |
|  |                              |

|  | Tylosaurus proriger |
|  |                     |
|  | Tylosaurus bernardi |
|  |                     |

|  | Tylosaurus pembinensis       |
|  |                              |
|  | Tylosaurus saskatchewanensis |
|  |                              |

|  | Tylosaurus proriger |
|  |                     |
|  | Tylosaurus bernardi |
|  |                     |

|  | Tylosaurus pembinensis       |
|  |                              |
|  | Tylosaurus saskatchewanensis |
|  |                              |

|  | Tylosaurus proriger |
|  |                     |
|  | Tylosaurus bernardi |
|  |                     |

|  | Tylosaurus pembinensis       |
|  |                              |
|  | Tylosaurus saskatchewanensis |
|  |                              |

|  | Plioplatecarpinae |
|  |                   |

|  | Taniwhasaurus oweni       |
|  |                           |
|  | Taniwhasaurus antarcticus |
|  |                           |

|  | Tylosaurus proriger |
|  |                     |
|  | Tylosaurus bernardi |
|  |                     |

|  | Tylosaurus pembinensis       |
|  |                              |
|  | Tylosaurus saskatchewanensis |
|  |                              |

|  | Tylosaurus proriger |
|  |                     |
|  | Tylosaurus bernardi |
|  |                     |

|  | Tylosaurus pembinensis       |
|  |                              |
|  | Tylosaurus saskatchewanensis |
|  |                              |

|  | Tylosaurus proriger |
|  |                     |
|  | Tylosaurus bernardi |
|  |                     |

|  | Tylosaurus pembinensis       |
|  |                              |
|  | Tylosaurus saskatchewanensis |
|  |                              |

|  | Tylosaurus proriger |
|  |                     |
|  | Tylosaurus bernardi |
|  |                     |

|  | Tylosaurus pembinensis       |
|  |                              |
|  | Tylosaurus saskatchewanensis |
|  |                              |

|  | Taniwhasaurus oweni       |
|  |                           |
|  | Taniwhasaurus antarcticus |
|  |                           |

|  | Tylosaurus proriger |
|  |                     |
|  | Tylosaurus bernardi |
|  |                     |

|  | Tylosaurus pembinensis       |
|  |                              |
|  | Tylosaurus saskatchewanensis |
|  |                              |

|  | Tylosaurus proriger |
|  |                     |
|  | Tylosaurus bernardi |
|  |                     |

|  | Tylosaurus pembinensis       |
|  |                              |
|  | Tylosaurus saskatchewanensis |
|  |                              |

|  | Tylosaurus proriger |
|  |                     |
|  | Tylosaurus bernardi |
|  |                     |

|  | Tylosaurus pembinensis       |
|  |                              |
|  | Tylosaurus saskatchewanensis |
|  |                              |

|  | Tylosaurus proriger |
|  |                     |
|  | Tylosaurus bernardi |
|  |                     |

|  | Tylosaurus pembinensis       |
|  |                              |
|  | Tylosaurus saskatchewanensis |
|  |                              |

|  | Plioplatecarpinae |
|  |                   |

|  | Halisaurinae (en) |
|  |                   |
|  | Mosasaurinae      |
|  |                   |

|  | Tethysaurinae (en)   |
|  |                      |
|  | Yaguarasaurinae (en) |
|  |                      |

|  | Taniwhasaurus oweni       |
|  |                           |
|  | Taniwhasaurus antarcticus |
|  |                           |

|  | Tylosaurus proriger |
|  |                     |
|  | Tylosaurus bernardi |
|  |                     |

|  | Tylosaurus pembinensis       |
|  |                              |
|  | Tylosaurus saskatchewanensis |
|  |                              |

|  | Tylosaurus proriger |
|  |                     |
|  | Tylosaurus bernardi |
|  |                     |

|  | Tylosaurus pembinensis       |
|  |                              |
|  | Tylosaurus saskatchewanensis |
|  |                              |

|  | Tylosaurus proriger |
|  |                     |
|  | Tylosaurus bernardi |
|  |                     |

|  | Tylosaurus pembinensis       |
|  |                              |
|  | Tylosaurus saskatchewanensis |
|  |                              |

|  | Tylosaurus proriger |
|  |                     |
|  | Tylosaurus bernardi |
|  |                     |

|  | Tylosaurus pembinensis       |
|  |                              |
|  | Tylosaurus saskatchewanensis |
|  |                              |

|  | Taniwhasaurus oweni       |
|  |                           |
|  | Taniwhasaurus antarcticus |
|  |                           |

|  | Tylosaurus proriger |
|  |                     |
|  | Tylosaurus bernardi |
|  |                     |

|  | Tylosaurus pembinensis       |
|  |                              |
|  | Tylosaurus saskatchewanensis |
|  |                              |

|  | Tylosaurus proriger |
|  |                     |
|  | Tylosaurus bernardi |
|  |                     |

|  | Tylosaurus pembinensis       |
|  |                              |
|  | Tylosaurus saskatchewanensis |
|  |                              |

|  | Tylosaurus proriger |
|  |                     |
|  | Tylosaurus bernardi |
|  |                     |

|  | Tylosaurus pembinensis       |
|  |                              |
|  | Tylosaurus saskatchewanensis |
|  |                              |

|  | Tylosaurus proriger |
|  |                     |
|  | Tylosaurus bernardi |
|  |                     |

|  | Tylosaurus pembinensis       |
|  |                              |
|  | Tylosaurus saskatchewanensis |
|  |                              |

|  | Plioplatecarpinae |
|  |                   |

|  | Taniwhasaurus oweni       |
|  |                           |
|  | Taniwhasaurus antarcticus |
|  |                           |

|  | Tylosaurus proriger |
|  |                     |
|  | Tylosaurus bernardi |
|  |                     |

|  | Tylosaurus pembinensis       |
|  |                              |
|  | Tylosaurus saskatchewanensis |
|  |                              |

|  | Tylosaurus proriger |
|  |                     |
|  | Tylosaurus bernardi |
|  |                     |

|  | Tylosaurus pembinensis       |
|  |                              |
|  | Tylosaurus saskatchewanensis |
|  |                              |

|  | Tylosaurus proriger |
|  |                     |
|  | Tylosaurus bernardi |
|  |                     |

|  | Tylosaurus pembinensis       |
|  |                              |
|  | Tylosaurus saskatchewanensis |
|  |                              |

|  | Tylosaurus proriger |
|  |                     |
|  | Tylosaurus bernardi |
|  |                     |

|  | Tylosaurus pembinensis       |
|  |                              |
|  | Tylosaurus saskatchewanensis |
|  |                              |

|  | Taniwhasaurus oweni       |
|  |                           |
|  | Taniwhasaurus antarcticus |
|  |                           |

|  | Tylosaurus proriger |
|  |                     |
|  | Tylosaurus bernardi |
|  |                     |

|  | Tylosaurus pembinensis       |
|  |                              |
|  | Tylosaurus saskatchewanensis |
|  |                              |

|  | Tylosaurus proriger |
|  |                     |
|  | Tylosaurus bernardi |
|  |                     |

|  | Tylosaurus pembinensis       |
|  |                              |
|  | Tylosaurus saskatchewanensis |
|  |                              |

|  | Tylosaurus proriger |
|  |                     |
|  | Tylosaurus bernardi |
|  |                     |

|  | Tylosaurus pembinensis       |
|  |                              |
|  | Tylosaurus saskatchewanensis |
|  |                              |

|  | Tylosaurus proriger |
|  |                     |
|  | Tylosaurus bernardi |
|  |                     |

|  | Tylosaurus pembinensis       |
|  |                              |
|  | Tylosaurus saskatchewanensis |
|  |                              |

|  | Plioplatecarpinae |
|  |                   |

|  | Tethysaurinae (en)   |
|  |                      |
|  | Yaguarasaurinae (en) |
|  |                      |

|  | Taniwhasaurus oweni       |
|  |                           |
|  | Taniwhasaurus antarcticus |
|  |                           |

|  | Tylosaurus proriger |
|  |                     |
|  | Tylosaurus bernardi |
|  |                     |

|  | Tylosaurus pembinensis       |
|  |                              |
|  | Tylosaurus saskatchewanensis |
|  |                              |

|  | Tylosaurus proriger |
|  |                     |
|  | Tylosaurus bernardi |
|  |                     |

|  | Tylosaurus pembinensis       |
|  |                              |
|  | Tylosaurus saskatchewanensis |
|  |                              |

|  | Tylosaurus proriger |
|  |                     |
|  | Tylosaurus bernardi |
|  |                     |

|  | Tylosaurus pembinensis       |
|  |                              |
|  | Tylosaurus saskatchewanensis |
|  |                              |

|  | Tylosaurus proriger |
|  |                     |
|  | Tylosaurus bernardi |
|  |                     |

|  | Tylosaurus pembinensis       |
|  |                              |
|  | Tylosaurus saskatchewanensis |
|  |                              |

|  | Taniwhasaurus oweni       |
|  |                           |
|  | Taniwhasaurus antarcticus |
|  |                           |

|  | Tylosaurus proriger |
|  |                     |
|  | Tylosaurus bernardi |
|  |                     |

|  | Tylosaurus pembinensis       |
|  |                              |
|  | Tylosaurus saskatchewanensis |
|  |                              |

|  | Tylosaurus proriger |
|  |                     |
|  | Tylosaurus bernardi |
|  |                     |

|  | Tylosaurus pembinensis       |
|  |                              |
|  | Tylosaurus saskatchewanensis |
|  |                              |

|  | Tylosaurus proriger |
|  |                     |
|  | Tylosaurus bernardi |
|  |                     |

|  | Tylosaurus pembinensis       |
|  |                              |
|  | Tylosaurus saskatchewanensis |
|  |                              |

|  | Tylosaurus proriger |
|  |                     |
|  | Tylosaurus bernardi |
|  |                     |

|  | Tylosaurus pembinensis       |
|  |                              |
|  | Tylosaurus saskatchewanensis |
|  |                              |

|  | Plioplatecarpinae |
|  |                   |

|  | Taniwhasaurus oweni       |
|  |                           |
|  | Taniwhasaurus antarcticus |
|  |                           |

|  | Tylosaurus proriger |
|  |                     |
|  | Tylosaurus bernardi |
|  |                     |

|  | Tylosaurus pembinensis       |
|  |                              |
|  | Tylosaurus saskatchewanensis |
|  |                              |

|  | Tylosaurus proriger |
|  |                     |
|  | Tylosaurus bernardi |
|  |                     |

|  | Tylosaurus pembinensis       |
|  |                              |
|  | Tylosaurus saskatchewanensis |
|  |                              |

|  | Tylosaurus proriger |
|  |                     |
|  | Tylosaurus bernardi |
|  |                     |

|  | Tylosaurus pembinensis       |
|  |                              |
|  | Tylosaurus saskatchewanensis |
|  |                              |

|  | Tylosaurus proriger |
|  |                     |
|  | Tylosaurus bernardi |
|  |                     |

|  | Tylosaurus pembinensis       |
|  |                              |
|  | Tylosaurus saskatchewanensis |
|  |                              |

|  | Taniwhasaurus oweni       |
|  |                           |
|  | Taniwhasaurus antarcticus |
|  |                           |

|  | Tylosaurus proriger |
|  |                     |
|  | Tylosaurus bernardi |
|  |                     |

|  | Tylosaurus pembinensis       |
|  |                              |
|  | Tylosaurus saskatchewanensis |
|  |                              |

|  | Tylosaurus proriger |
|  |                     |
|  | Tylosaurus bernardi |
|  |                     |

|  | Tylosaurus pembinensis       |
|  |                              |
|  | Tylosaurus saskatchewanensis |
|  |                              |

|  | Tylosaurus proriger |
|  |                     |
|  | Tylosaurus bernardi |
|  |                     |

|  | Tylosaurus pembinensis       |
|  |                              |
|  | Tylosaurus saskatchewanensis |
|  |                              |

|  | Tylosaurus proriger |
|  |                     |
|  | Tylosaurus bernardi |
|  |                     |

|  | Tylosaurus pembinensis       |
|  |                              |
|  | Tylosaurus saskatchewanensis |
|  |                              |

|  | Plioplatecarpinae |
|  |                   |

|  | Halisaurinae (en) |
|  |                   |
|  | Mosasaurinae      |
|  |                   |

|  | Tethysaurinae (en)   |
|  |                      |
|  | Yaguarasaurinae (en) |
|  |                      |

|  | Taniwhasaurus oweni       |
|  |                           |
|  | Taniwhasaurus antarcticus |
|  |                           |

|  | Tylosaurus proriger |
|  |                     |
|  | Tylosaurus bernardi |
|  |                     |

|  | Tylosaurus pembinensis       |
|  |                              |
|  | Tylosaurus saskatchewanensis |
|  |                              |

|  | Tylosaurus proriger |
|  |                     |
|  | Tylosaurus bernardi |
|  |                     |

|  | Tylosaurus pembinensis       |
|  |                              |
|  | Tylosaurus saskatchewanensis |
|  |                              |

|  | Tylosaurus proriger |
|  |                     |
|  | Tylosaurus bernardi |
|  |                     |

|  | Tylosaurus pembinensis       |
|  |                              |
|  | Tylosaurus saskatchewanensis |
|  |                              |

|  | Tylosaurus proriger |
|  |                     |
|  | Tylosaurus bernardi |
|  |                     |

|  | Tylosaurus pembinensis       |
|  |                              |
|  | Tylosaurus saskatchewanensis |
|  |                              |

|  | Taniwhasaurus oweni       |
|  |                           |
|  | Taniwhasaurus antarcticus |
|  |                           |

|  | Tylosaurus proriger |
|  |                     |
|  | Tylosaurus bernardi |
|  |                     |

|  | Tylosaurus pembinensis       |
|  |                              |
|  | Tylosaurus saskatchewanensis |
|  |                              |

|  | Tylosaurus proriger |
|  |                     |
|  | Tylosaurus bernardi |
|  |                     |

|  | Tylosaurus pembinensis       |
|  |                              |
|  | Tylosaurus saskatchewanensis |
|  |                              |

|  | Tylosaurus proriger |
|  |                     |
|  | Tylosaurus bernardi |
|  |                     |

|  | Tylosaurus pembinensis       |
|  |                              |
|  | Tylosaurus saskatchewanensis |
|  |                              |

|  | Tylosaurus proriger |
|  |                     |
|  | Tylosaurus bernardi |
|  |                     |

|  | Tylosaurus pembinensis       |
|  |                              |
|  | Tylosaurus saskatchewanensis |
|  |                              |

|  | Plioplatecarpinae |
|  |                   |

|  | Taniwhasaurus oweni       |
|  |                           |
|  | Taniwhasaurus antarcticus |
|  |                           |

|  | Tylosaurus proriger |
|  |                     |
|  | Tylosaurus bernardi |
|  |                     |

|  | Tylosaurus pembinensis       |
|  |                              |
|  | Tylosaurus saskatchewanensis |
|  |                              |

|  | Tylosaurus proriger |
|  |                     |
|  | Tylosaurus bernardi |
|  |                     |

|  | Tylosaurus pembinensis       |
|  |                              |
|  | Tylosaurus saskatchewanensis |
|  |                              |

|  | Tylosaurus proriger |
|  |                     |
|  | Tylosaurus bernardi |
|  |                     |

|  | Tylosaurus pembinensis       |
|  |                              |
|  | Tylosaurus saskatchewanensis |
|  |                              |

|  | Tylosaurus proriger |
|  |                     |
|  | Tylosaurus bernardi |
|  |                     |

|  | Tylosaurus pembinensis       |
|  |                              |
|  | Tylosaurus saskatchewanensis |
|  |                              |

|  | Taniwhasaurus oweni       |
|  |                           |
|  | Taniwhasaurus antarcticus |
|  |                           |

|  | Tylosaurus proriger |
|  |                     |
|  | Tylosaurus bernardi |
|  |                     |

|  | Tylosaurus pembinensis       |
|  |                              |
|  | Tylosaurus saskatchewanensis |
|  |                              |

|  | Tylosaurus proriger |
|  |                     |
|  | Tylosaurus bernardi |
|  |                     |

|  | Tylosaurus pembinensis       |
|  |                              |
|  | Tylosaurus saskatchewanensis |
|  |                              |

|  | Tylosaurus proriger |
|  |                     |
|  | Tylosaurus bernardi |
|  |                     |

|  | Tylosaurus pembinensis       |
|  |                              |
|  | Tylosaurus saskatchewanensis |
|  |                              |

|  | Tylosaurus proriger |
|  |                     |
|  | Tylosaurus bernardi |
|  |                     |

|  | Tylosaurus pembinensis       |
|  |                              |
|  | Tylosaurus saskatchewanensis |
|  |                              |

|  | Plioplatecarpinae |
|  |                   |

|  | Tethysaurinae (en)   |
|  |                      |
|  | Yaguarasaurinae (en) |
|  |                      |

|  | Taniwhasaurus oweni       |
|  |                           |
|  | Taniwhasaurus antarcticus |
|  |                           |

|  | Tylosaurus proriger |
|  |                     |
|  | Tylosaurus bernardi |
|  |                     |

|  | Tylosaurus pembinensis       |
|  |                              |
|  | Tylosaurus saskatchewanensis |
|  |                              |

|  | Tylosaurus proriger |
|  |                     |
|  | Tylosaurus bernardi |
|  |                     |

|  | Tylosaurus pembinensis       |
|  |                              |
|  | Tylosaurus saskatchewanensis |
|  |                              |

|  | Tylosaurus proriger |
|  |                     |
|  | Tylosaurus bernardi |
|  |                     |

|  | Tylosaurus pembinensis       |
|  |                              |
|  | Tylosaurus saskatchewanensis |
|  |                              |

|  | Tylosaurus proriger |
|  |                     |
|  | Tylosaurus bernardi |
|  |                     |

|  | Tylosaurus pembinensis       |
|  |                              |
|  | Tylosaurus saskatchewanensis |
|  |                              |

|  | Taniwhasaurus oweni       |
|  |                           |
|  | Taniwhasaurus antarcticus |
|  |                           |

|  | Tylosaurus proriger |
|  |                     |
|  | Tylosaurus bernardi |
|  |                     |

|  | Tylosaurus pembinensis       |
|  |                              |
|  | Tylosaurus saskatchewanensis |
|  |                              |

|  | Tylosaurus proriger |
|  |                     |
|  | Tylosaurus bernardi |
|  |                     |

|  | Tylosaurus pembinensis       |
|  |                              |
|  | Tylosaurus saskatchewanensis |
|  |                              |

|  | Tylosaurus proriger |
|  |                     |
|  | Tylosaurus bernardi |
|  |                     |

|  | Tylosaurus pembinensis       |
|  |                              |
|  | Tylosaurus saskatchewanensis |
|  |                              |

|  | Tylosaurus proriger |
|  |                     |
|  | Tylosaurus bernardi |
|  |                     |

|  | Tylosaurus pembinensis       |
|  |                              |
|  | Tylosaurus saskatchewanensis |
|  |                              |

|  | Plioplatecarpinae |
|  |                   |

|  | Taniwhasaurus oweni       |
|  |                           |
|  | Taniwhasaurus antarcticus |
|  |                           |

|  | Tylosaurus proriger |
|  |                     |
|  | Tylosaurus bernardi |
|  |                     |

|  | Tylosaurus pembinensis       |
|  |                              |
|  | Tylosaurus saskatchewanensis |
|  |                              |

|  | Tylosaurus proriger |
|  |                     |
|  | Tylosaurus bernardi |
|  |                     |

|  | Tylosaurus pembinensis       |
|  |                              |
|  | Tylosaurus saskatchewanensis |
|  |                              |

|  | Tylosaurus proriger |
|  |                     |
|  | Tylosaurus bernardi |
|  |                     |

|  | Tylosaurus pembinensis       |
|  |                              |
|  | Tylosaurus saskatchewanensis |
|  |                              |

|  | Tylosaurus proriger |
|  |                     |
|  | Tylosaurus bernardi |
|  |                     |

|  | Tylosaurus pembinensis       |
|  |                              |
|  | Tylosaurus saskatchewanensis |
|  |                              |

|  | Taniwhasaurus oweni       |
|  |                           |
|  | Taniwhasaurus antarcticus |
|  |                           |

|  | Tylosaurus proriger |
|  |                     |
|  | Tylosaurus bernardi |
|  |                     |

|  | Tylosaurus pembinensis       |
|  |                              |
|  | Tylosaurus saskatchewanensis |
|  |                              |

|  | Tylosaurus proriger |
|  |                     |
|  | Tylosaurus bernardi |
|  |                     |

|  | Tylosaurus pembinensis       |
|  |                              |
|  | Tylosaurus saskatchewanensis |
|  |                              |

|  | Tylosaurus proriger |
|  |                     |
|  | Tylosaurus bernardi |
|  |                     |

|  | Tylosaurus pembinensis       |
|  |                              |
|  | Tylosaurus saskatchewanensis |
|  |                              |

|  | Tylosaurus proriger |
|  |                     |
|  | Tylosaurus bernardi |
|  |                     |

|  | Tylosaurus pembinensis       |
|  |                              |
|  | Tylosaurus saskatchewanensis |
|  |                              |

|  | Plioplatecarpinae |
|  |                   |

|  | Halisaurinae (en) |
|  |                   |
|  | Mosasaurinae      |
|  |                   |

|  | Tethysaurinae (en)   |
|  |                      |
|  | Yaguarasaurinae (en) |
|  |                      |

|  | Taniwhasaurus oweni       |
|  |                           |
|  | Taniwhasaurus antarcticus |
|  |                           |

|  | Tylosaurus proriger |
|  |                     |
|  | Tylosaurus bernardi |
|  |                     |

|  | Tylosaurus pembinensis       |
|  |                              |
|  | Tylosaurus saskatchewanensis |
|  |                              |

|  | Tylosaurus proriger |
|  |                     |
|  | Tylosaurus bernardi |
|  |                     |

|  | Tylosaurus pembinensis       |
|  |                              |
|  | Tylosaurus saskatchewanensis |
|  |                              |

|  | Tylosaurus proriger |
|  |                     |
|  | Tylosaurus bernardi |
|  |                     |

|  | Tylosaurus pembinensis       |
|  |                              |
|  | Tylosaurus saskatchewanensis |
|  |                              |

|  | Tylosaurus proriger |
|  |                     |
|  | Tylosaurus bernardi |
|  |                     |

|  | Tylosaurus pembinensis       |
|  |                              |
|  | Tylosaurus saskatchewanensis |
|  |                              |

|  | Taniwhasaurus oweni       |
|  |                           |
|  | Taniwhasaurus antarcticus |
|  |                           |

|  | Tylosaurus proriger |
|  |                     |
|  | Tylosaurus bernardi |
|  |                     |

|  | Tylosaurus pembinensis       |
|  |                              |
|  | Tylosaurus saskatchewanensis |
|  |                              |

|  | Tylosaurus proriger |
|  |                     |
|  | Tylosaurus bernardi |
|  |                     |

|  | Tylosaurus pembinensis       |
|  |                              |
|  | Tylosaurus saskatchewanensis |
|  |                              |

|  | Tylosaurus proriger |
|  |                     |
|  | Tylosaurus bernardi |
|  |                     |

|  | Tylosaurus pembinensis       |
|  |                              |
|  | Tylosaurus saskatchewanensis |
|  |                              |

|  | Tylosaurus proriger |
|  |                     |
|  | Tylosaurus bernardi |
|  |                     |

|  | Tylosaurus pembinensis       |
|  |                              |
|  | Tylosaurus saskatchewanensis |
|  |                              |

|  | Plioplatecarpinae |
|  |                   |

|  | Taniwhasaurus oweni       |
|  |                           |
|  | Taniwhasaurus antarcticus |
|  |                           |

|  | Tylosaurus proriger |
|  |                     |
|  | Tylosaurus bernardi |
|  |                     |

|  | Tylosaurus pembinensis       |
|  |                              |
|  | Tylosaurus saskatchewanensis |
|  |                              |

|  | Tylosaurus proriger |
|  |                     |
|  | Tylosaurus bernardi |
|  |                     |

|  | Tylosaurus pembinensis       |
|  |                              |
|  | Tylosaurus saskatchewanensis |
|  |                              |

|  | Tylosaurus proriger |
|  |                     |
|  | Tylosaurus bernardi |
|  |                     |

|  | Tylosaurus pembinensis       |
|  |                              |
|  | Tylosaurus saskatchewanensis |
|  |                              |

|  | Tylosaurus proriger |
|  |                     |
|  | Tylosaurus bernardi |
|  |                     |

|  | Tylosaurus pembinensis       |
|  |                              |
|  | Tylosaurus saskatchewanensis |
|  |                              |

|  | Taniwhasaurus oweni       |
|  |                           |
|  | Taniwhasaurus antarcticus |
|  |                           |

|  | Tylosaurus proriger |
|  |                     |
|  | Tylosaurus bernardi |
|  |                     |

|  | Tylosaurus pembinensis       |
|  |                              |
|  | Tylosaurus saskatchewanensis |
|  |                              |

|  | Tylosaurus proriger |
|  |                     |
|  | Tylosaurus bernardi |
|  |                     |

|  | Tylosaurus pembinensis       |
|  |                              |
|  | Tylosaurus saskatchewanensis |
|  |                              |

|  | Tylosaurus proriger |
|  |                     |
|  | Tylosaurus bernardi |
|  |                     |

|  | Tylosaurus pembinensis       |
|  |                              |
|  | Tylosaurus saskatchewanensis |
|  |                              |

|  | Tylosaurus proriger |
|  |                     |
|  | Tylosaurus bernardi |
|  |                     |

|  | Tylosaurus pembinensis       |
|  |                              |
|  | Tylosaurus saskatchewanensis |
|  |                              |

|  | Plioplatecarpinae |
|  |                   |

|  | Tethysaurinae (en)   |
|  |                      |
|  | Yaguarasaurinae (en) |
|  |                      |

|  | Taniwhasaurus oweni       |
|  |                           |
|  | Taniwhasaurus antarcticus |
|  |                           |

|  | Tylosaurus proriger |
|  |                     |
|  | Tylosaurus bernardi |
|  |                     |

|  | Tylosaurus pembinensis       |
|  |                              |
|  | Tylosaurus saskatchewanensis |
|  |                              |

|  | Tylosaurus proriger |
|  |                     |
|  | Tylosaurus bernardi |
|  |                     |

|  | Tylosaurus pembinensis       |
|  |                              |
|  | Tylosaurus saskatchewanensis |
|  |                              |

|  | Tylosaurus proriger |
|  |                     |
|  | Tylosaurus bernardi |
|  |                     |

|  | Tylosaurus pembinensis       |
|  |                              |
|  | Tylosaurus saskatchewanensis |
|  |                              |

|  | Tylosaurus proriger |
|  |                     |
|  | Tylosaurus bernardi |
|  |                     |

|  | Tylosaurus pembinensis       |
|  |                              |
|  | Tylosaurus saskatchewanensis |
|  |                              |

|  | Taniwhasaurus oweni       |
|  |                           |
|  | Taniwhasaurus antarcticus |
|  |                           |

|  | Tylosaurus proriger |
|  |                     |
|  | Tylosaurus bernardi |
|  |                     |

|  | Tylosaurus pembinensis       |
|  |                              |
|  | Tylosaurus saskatchewanensis |
|  |                              |

|  | Tylosaurus proriger |
|  |                     |
|  | Tylosaurus bernardi |
|  |                     |

|  | Tylosaurus pembinensis       |
|  |                              |
|  | Tylosaurus saskatchewanensis |
|  |                              |

|  | Tylosaurus proriger |
|  |                     |
|  | Tylosaurus bernardi |
|  |                     |

|  | Tylosaurus pembinensis       |
|  |                              |
|  | Tylosaurus saskatchewanensis |
|  |                              |

|  | Tylosaurus proriger |
|  |                     |
|  | Tylosaurus bernardi |
|  |                     |

|  | Tylosaurus pembinensis       |
|  |                              |
|  | Tylosaurus saskatchewanensis |
|  |                              |

|  | Plioplatecarpinae |
|  |                   |

|  | Taniwhasaurus oweni       |
|  |                           |
|  | Taniwhasaurus antarcticus |
|  |                           |

|  | Tylosaurus proriger |
|  |                     |
|  | Tylosaurus bernardi |
|  |                     |

|  | Tylosaurus pembinensis       |
|  |                              |
|  | Tylosaurus saskatchewanensis |
|  |                              |

|  | Tylosaurus proriger |
|  |                     |
|  | Tylosaurus bernardi |
|  |                     |

|  | Tylosaurus pembinensis       |
|  |                              |
|  | Tylosaurus saskatchewanensis |
|  |                              |

|  | Tylosaurus proriger |
|  |                     |
|  | Tylosaurus bernardi |
|  |                     |

|  | Tylosaurus pembinensis       |
|  |                              |
|  | Tylosaurus saskatchewanensis |
|  |                              |

|  | Tylosaurus proriger |
|  |                     |
|  | Tylosaurus bernardi |
|  |                     |

|  | Tylosaurus pembinensis       |
|  |                              |
|  | Tylosaurus saskatchewanensis |
|  |                              |

|  | Taniwhasaurus oweni       |
|  |                           |
|  | Taniwhasaurus antarcticus |
|  |                           |

|  | Tylosaurus proriger |
|  |                     |
|  | Tylosaurus bernardi |
|  |                     |

|  | Tylosaurus pembinensis       |
|  |                              |
|  | Tylosaurus saskatchewanensis |
|  |                              |

|  | Tylosaurus proriger |
|  |                     |
|  | Tylosaurus bernardi |
|  |                     |

|  | Tylosaurus pembinensis       |
|  |                              |
|  | Tylosaurus saskatchewanensis |
|  |                              |

|  | Tylosaurus proriger |
|  |                     |
|  | Tylosaurus bernardi |
|  |                     |

|  | Tylosaurus pembinensis       |
|  |                              |
|  | Tylosaurus saskatchewanensis |
|  |                              |

|  | Tylosaurus proriger |
|  |                     |
|  | Tylosaurus bernardi |
|  |                     |

|  | Tylosaurus pembinensis       |
|  |                              |
|  | Tylosaurus saskatchewanensis |
|  |                              |

|  | Plioplatecarpinae |
|  |                   |

|  | Halisaurinae (en) |
|  |                   |
|  | Mosasaurinae      |
|  |                   |

|  | Tethysaurinae (en)   |
|  |                      |
|  | Yaguarasaurinae (en) |
|  |                      |

|  | Taniwhasaurus oweni       |
|  |                           |
|  | Taniwhasaurus antarcticus |
|  |                           |

|  | Tylosaurus proriger |
|  |                     |
|  | Tylosaurus bernardi |
|  |                     |

|  | Tylosaurus pembinensis       |
|  |                              |
|  | Tylosaurus saskatchewanensis |
|  |                              |

|  | Tylosaurus proriger |
|  |                     |
|  | Tylosaurus bernardi |
|  |                     |

|  | Tylosaurus pembinensis       |
|  |                              |
|  | Tylosaurus saskatchewanensis |
|  |                              |

|  | Tylosaurus proriger |
|  |                     |
|  | Tylosaurus bernardi |
|  |                     |

|  | Tylosaurus pembinensis       |
|  |                              |
|  | Tylosaurus saskatchewanensis |
|  |                              |

|  | Tylosaurus proriger |
|  |                     |
|  | Tylosaurus bernardi |
|  |                     |

|  | Tylosaurus pembinensis       |
|  |                              |
|  | Tylosaurus saskatchewanensis |
|  |                              |

|  | Taniwhasaurus oweni       |
|  |                           |
|  | Taniwhasaurus antarcticus |
|  |                           |

|  | Tylosaurus proriger |
|  |                     |
|  | Tylosaurus bernardi |
|  |                     |

|  | Tylosaurus pembinensis       |
|  |                              |
|  | Tylosaurus saskatchewanensis |
|  |                              |

|  | Tylosaurus proriger |
|  |                     |
|  | Tylosaurus bernardi |
|  |                     |

|  | Tylosaurus pembinensis       |
|  |                              |
|  | Tylosaurus saskatchewanensis |
|  |                              |

|  | Tylosaurus proriger |
|  |                     |
|  | Tylosaurus bernardi |
|  |                     |

|  | Tylosaurus pembinensis       |
|  |                              |
|  | Tylosaurus saskatchewanensis |
|  |                              |

|  | Tylosaurus proriger |
|  |                     |
|  | Tylosaurus bernardi |
|  |                     |

|  | Tylosaurus pembinensis       |
|  |                              |
|  | Tylosaurus saskatchewanensis |
|  |                              |

|  | Plioplatecarpinae |
|  |                   |

|  | Taniwhasaurus oweni       |
|  |                           |
|  | Taniwhasaurus antarcticus |
|  |                           |

|  | Tylosaurus proriger |
|  |                     |
|  | Tylosaurus bernardi |
|  |                     |

|  | Tylosaurus pembinensis       |
|  |                              |
|  | Tylosaurus saskatchewanensis |
|  |                              |

|  | Tylosaurus proriger |
|  |                     |
|  | Tylosaurus bernardi |
|  |                     |

|  | Tylosaurus pembinensis       |
|  |                              |
|  | Tylosaurus saskatchewanensis |
|  |                              |

|  | Tylosaurus proriger |
|  |                     |
|  | Tylosaurus bernardi |
|  |                     |

|  | Tylosaurus pembinensis       |
|  |                              |
|  | Tylosaurus saskatchewanensis |
|  |                              |

|  | Tylosaurus proriger |
|  |                     |
|  | Tylosaurus bernardi |
|  |                     |

|  | Tylosaurus pembinensis       |
|  |                              |
|  | Tylosaurus saskatchewanensis |
|  |                              |

|  | Taniwhasaurus oweni       |
|  |                           |
|  | Taniwhasaurus antarcticus |
|  |                           |

|  | Tylosaurus proriger |
|  |                     |
|  | Tylosaurus bernardi |
|  |                     |

|  | Tylosaurus pembinensis       |
|  |                              |
|  | Tylosaurus saskatchewanensis |
|  |                              |

|  | Tylosaurus proriger |
|  |                     |
|  | Tylosaurus bernardi |
|  |                     |

|  | Tylosaurus pembinensis       |
|  |                              |
|  | Tylosaurus saskatchewanensis |
|  |                              |

|  | Tylosaurus proriger |
|  |                     |
|  | Tylosaurus bernardi |
|  |                     |

|  | Tylosaurus pembinensis       |
|  |                              |
|  | Tylosaurus saskatchewanensis |
|  |                              |

|  | Tylosaurus proriger |
|  |                     |
|  | Tylosaurus bernardi |
|  |                     |

|  | Tylosaurus pembinensis       |
|  |                              |
|  | Tylosaurus saskatchewanensis |
|  |                              |

|  | Plioplatecarpinae |
|  |                   |

|  | Tethysaurinae (en)   |
|  |                      |
|  | Yaguarasaurinae (en) |
|  |                      |

|  | Taniwhasaurus oweni       |
|  |                           |
|  | Taniwhasaurus antarcticus |
|  |                           |

|  | Tylosaurus proriger |
|  |                     |
|  | Tylosaurus bernardi |
|  |                     |

|  | Tylosaurus pembinensis       |
|  |                              |
|  | Tylosaurus saskatchewanensis |
|  |                              |

|  | Tylosaurus proriger |
|  |                     |
|  | Tylosaurus bernardi |
|  |                     |

|  | Tylosaurus pembinensis       |
|  |                              |
|  | Tylosaurus saskatchewanensis |
|  |                              |

|  | Tylosaurus proriger |
|  |                     |
|  | Tylosaurus bernardi |
|  |                     |

|  | Tylosaurus pembinensis       |
|  |                              |
|  | Tylosaurus saskatchewanensis |
|  |                              |

|  | Tylosaurus proriger |
|  |                     |
|  | Tylosaurus bernardi |
|  |                     |

|  | Tylosaurus pembinensis       |
|  |                              |
|  | Tylosaurus saskatchewanensis |
|  |                              |

|  | Taniwhasaurus oweni       |
|  |                           |
|  | Taniwhasaurus antarcticus |
|  |                           |

|  | Tylosaurus proriger |
|  |                     |
|  | Tylosaurus bernardi |
|  |                     |

|  | Tylosaurus pembinensis       |
|  |                              |
|  | Tylosaurus saskatchewanensis |
|  |                              |

|  | Tylosaurus proriger |
|  |                     |
|  | Tylosaurus bernardi |
|  |                     |

|  | Tylosaurus pembinensis       |
|  |                              |
|  | Tylosaurus saskatchewanensis |
|  |                              |

|  | Tylosaurus proriger |
|  |                     |
|  | Tylosaurus bernardi |
|  |                     |

|  | Tylosaurus pembinensis       |
|  |                              |
|  | Tylosaurus saskatchewanensis |
|  |                              |

|  | Tylosaurus proriger |
|  |                     |
|  | Tylosaurus bernardi |
|  |                     |

|  | Tylosaurus pembinensis       |
|  |                              |
|  | Tylosaurus saskatchewanensis |
|  |                              |

|  | Plioplatecarpinae |
|  |                   |

|  | Taniwhasaurus oweni       |
|  |                           |
|  | Taniwhasaurus antarcticus |
|  |                           |

|  | Tylosaurus proriger |
|  |                     |
|  | Tylosaurus bernardi |
|  |                     |

|  | Tylosaurus pembinensis       |
|  |                              |
|  | Tylosaurus saskatchewanensis |
|  |                              |

|  | Tylosaurus proriger |
|  |                     |
|  | Tylosaurus bernardi |
|  |                     |

|  | Tylosaurus pembinensis       |
|  |                              |
|  | Tylosaurus saskatchewanensis |
|  |                              |

|  | Tylosaurus proriger |
|  |                     |
|  | Tylosaurus bernardi |
|  |                     |

|  | Tylosaurus pembinensis       |
|  |                              |
|  | Tylosaurus saskatchewanensis |
|  |                              |

|  | Tylosaurus proriger |
|  |                     |
|  | Tylosaurus bernardi |
|  |                     |

|  | Tylosaurus pembinensis       |
|  |                              |
|  | Tylosaurus saskatchewanensis |
|  |                              |

|  | Taniwhasaurus oweni       |
|  |                           |
|  | Taniwhasaurus antarcticus |
|  |                           |

|  | Tylosaurus proriger |
|  |                     |
|  | Tylosaurus bernardi |
|  |                     |

|  | Tylosaurus pembinensis       |
|  |                              |
|  | Tylosaurus saskatchewanensis |
|  |                              |

|  | Tylosaurus proriger |
|  |                     |
|  | Tylosaurus bernardi |
|  |                     |

|  | Tylosaurus pembinensis       |
|  |                              |
|  | Tylosaurus saskatchewanensis |
|  |                              |

|  | Tylosaurus proriger |
|  |                     |
|  | Tylosaurus bernardi |
|  |                     |

|  | Tylosaurus pembinensis       |
|  |                              |
|  | Tylosaurus saskatchewanensis |
|  |                              |

|  | Tylosaurus proriger |
|  |                     |
|  | Tylosaurus bernardi |
|  |                     |

|  | Tylosaurus pembinensis       |
|  |                              |
|  | Tylosaurus saskatchewanensis |
|  |                              |

|  | Plioplatecarpinae |
|  |                   |

|  | Halisaurinae (en) |
|  |                   |
|  | Mosasaurinae      |
|  |                   |

|  | Tethysaurinae (en)   |
|  |                      |
|  | Yaguarasaurinae (en) |
|  |                      |

|  | Taniwhasaurus oweni       |
|  |                           |
|  | Taniwhasaurus antarcticus |
|  |                           |

|  | Tylosaurus proriger |
|  |                     |
|  | Tylosaurus bernardi |
|  |                     |

|  | Tylosaurus pembinensis       |
|  |                              |
|  | Tylosaurus saskatchewanensis |
|  |                              |

|  | Tylosaurus proriger |
|  |                     |
|  | Tylosaurus bernardi |
|  |                     |

|  | Tylosaurus pembinensis       |
|  |                              |
|  | Tylosaurus saskatchewanensis |
|  |                              |

|  | Tylosaurus proriger |
|  |                     |
|  | Tylosaurus bernardi |
|  |                     |

|  | Tylosaurus pembinensis       |
|  |                              |
|  | Tylosaurus saskatchewanensis |
|  |                              |

|  | Tylosaurus proriger |
|  |                     |
|  | Tylosaurus bernardi |
|  |                     |

|  | Tylosaurus pembinensis       |
|  |                              |
|  | Tylosaurus saskatchewanensis |
|  |                              |

|  | Taniwhasaurus oweni       |
|  |                           |
|  | Taniwhasaurus antarcticus |
|  |                           |

|  | Tylosaurus proriger |
|  |                     |
|  | Tylosaurus bernardi |
|  |                     |

|  | Tylosaurus pembinensis       |
|  |                              |
|  | Tylosaurus saskatchewanensis |
|  |                              |

|  | Tylosaurus proriger |
|  |                     |
|  | Tylosaurus bernardi |
|  |                     |

|  | Tylosaurus pembinensis       |
|  |                              |
|  | Tylosaurus saskatchewanensis |
|  |                              |

|  | Tylosaurus proriger |
|  |                     |
|  | Tylosaurus bernardi |
|  |                     |

|  | Tylosaurus pembinensis       |
|  |                              |
|  | Tylosaurus saskatchewanensis |
|  |                              |

|  | Tylosaurus proriger |
|  |                     |
|  | Tylosaurus bernardi |
|  |                     |

|  | Tylosaurus pembinensis       |
|  |                              |
|  | Tylosaurus saskatchewanensis |
|  |                              |

|  | Plioplatecarpinae |
|  |                   |

|  | Taniwhasaurus oweni       |
|  |                           |
|  | Taniwhasaurus antarcticus |
|  |                           |

|  | Tylosaurus proriger |
|  |                     |
|  | Tylosaurus bernardi |
|  |                     |

|  | Tylosaurus pembinensis       |
|  |                              |
|  | Tylosaurus saskatchewanensis |
|  |                              |

|  | Tylosaurus proriger |
|  |                     |
|  | Tylosaurus bernardi |
|  |                     |

|  | Tylosaurus pembinensis       |
|  |                              |
|  | Tylosaurus saskatchewanensis |
|  |                              |

|  | Tylosaurus proriger |
|  |                     |
|  | Tylosaurus bernardi |
|  |                     |

|  | Tylosaurus pembinensis       |
|  |                              |
|  | Tylosaurus saskatchewanensis |
|  |                              |

|  | Tylosaurus proriger |
|  |                     |
|  | Tylosaurus bernardi |
|  |                     |

|  | Tylosaurus pembinensis       |
|  |                              |
|  | Tylosaurus saskatchewanensis |
|  |                              |

|  | Taniwhasaurus oweni       |
|  |                           |
|  | Taniwhasaurus antarcticus |
|  |                           |

|  | Tylosaurus proriger |
|  |                     |
|  | Tylosaurus bernardi |
|  |                     |

|  | Tylosaurus pembinensis       |
|  |                              |
|  | Tylosaurus saskatchewanensis |
|  |                              |

|  | Tylosaurus proriger |
|  |                     |
|  | Tylosaurus bernardi |
|  |                     |

|  | Tylosaurus pembinensis       |
|  |                              |
|  | Tylosaurus saskatchewanensis |
|  |                              |

|  | Tylosaurus proriger |
|  |                     |
|  | Tylosaurus bernardi |
|  |                     |

|  | Tylosaurus pembinensis       |
|  |                              |
|  | Tylosaurus saskatchewanensis |
|  |                              |

|  | Tylosaurus proriger |
|  |                     |
|  | Tylosaurus bernardi |
|  |                     |

|  | Tylosaurus pembinensis       |
|  |                              |
|  | Tylosaurus saskatchewanensis |
|  |                              |

|  | Plioplatecarpinae |
|  |                   |

|  | Tethysaurinae (en)   |
|  |                      |
|  | Yaguarasaurinae (en) |
|  |                      |

|  | Taniwhasaurus oweni       |
|  |                           |
|  | Taniwhasaurus antarcticus |
|  |                           |

|  | Tylosaurus proriger |
|  |                     |
|  | Tylosaurus bernardi |
|  |                     |

|  | Tylosaurus pembinensis       |
|  |                              |
|  | Tylosaurus saskatchewanensis |
|  |                              |

|  | Tylosaurus proriger |
|  |                     |
|  | Tylosaurus bernardi |
|  |                     |

|  | Tylosaurus pembinensis       |
|  |                              |
|  | Tylosaurus saskatchewanensis |
|  |                              |

|  | Tylosaurus proriger |
|  |                     |
|  | Tylosaurus bernardi |
|  |                     |

|  | Tylosaurus pembinensis       |
|  |                              |
|  | Tylosaurus saskatchewanensis |
|  |                              |

|  | Tylosaurus proriger |
|  |                     |
|  | Tylosaurus bernardi |
|  |                     |

|  | Tylosaurus pembinensis       |
|  |                              |
|  | Tylosaurus saskatchewanensis |
|  |                              |

|  | Taniwhasaurus oweni       |
|  |                           |
|  | Taniwhasaurus antarcticus |
|  |                           |

|  | Tylosaurus proriger |
|  |                     |
|  | Tylosaurus bernardi |
|  |                     |

|  | Tylosaurus pembinensis       |
|  |                              |
|  | Tylosaurus saskatchewanensis |
|  |                              |

|  | Tylosaurus proriger |
|  |                     |
|  | Tylosaurus bernardi |
|  |                     |

|  | Tylosaurus pembinensis       |
|  |                              |
|  | Tylosaurus saskatchewanensis |
|  |                              |

|  | Tylosaurus proriger |
|  |                     |
|  | Tylosaurus bernardi |
|  |                     |

|  | Tylosaurus pembinensis       |
|  |                              |
|  | Tylosaurus saskatchewanensis |
|  |                              |

|  | Tylosaurus proriger |
|  |                     |
|  | Tylosaurus bernardi |
|  |                     |

|  | Tylosaurus pembinensis       |
|  |                              |
|  | Tylosaurus saskatchewanensis |
|  |                              |

|  | Plioplatecarpinae |
|  |                   |

|  | Taniwhasaurus oweni       |
|  |                           |
|  | Taniwhasaurus antarcticus |
|  |                           |

|  | Tylosaurus proriger |
|  |                     |
|  | Tylosaurus bernardi |
|  |                     |

|  | Tylosaurus pembinensis       |
|  |                              |
|  | Tylosaurus saskatchewanensis |
|  |                              |

|  | Tylosaurus proriger |
|  |                     |
|  | Tylosaurus bernardi |
|  |                     |

|  | Tylosaurus pembinensis       |
|  |                              |
|  | Tylosaurus saskatchewanensis |
|  |                              |

|  | Tylosaurus proriger |
|  |                     |
|  | Tylosaurus bernardi |
|  |                     |

|  | Tylosaurus pembinensis       |
|  |                              |
|  | Tylosaurus saskatchewanensis |
|  |                              |

|  | Tylosaurus proriger |
|  |                     |
|  | Tylosaurus bernardi |
|  |                     |

|  | Tylosaurus pembinensis       |
|  |                              |
|  | Tylosaurus saskatchewanensis |
|  |                              |

|  | Taniwhasaurus oweni       |
|  |                           |
|  | Taniwhasaurus antarcticus |
|  |                           |

|  | Tylosaurus proriger |
|  |                     |
|  | Tylosaurus bernardi |
|  |                     |

|  | Tylosaurus pembinensis       |
|  |                              |
|  | Tylosaurus saskatchewanensis |
|  |                              |

|  | Tylosaurus proriger |
|  |                     |
|  | Tylosaurus bernardi |
|  |                     |

|  | Tylosaurus pembinensis       |
|  |                              |
|  | Tylosaurus saskatchewanensis |
|  |                              |

|  | Tylosaurus proriger |
|  |                     |
|  | Tylosaurus bernardi |
|  |                     |

|  | Tylosaurus pembinensis       |
|  |                              |
|  | Tylosaurus saskatchewanensis |
|  |                              |

|  | Tylosaurus proriger |
|  |                     |
|  | Tylosaurus bernardi |
|  |                     |

|  | Tylosaurus pembinensis       |
|  |                              |
|  | Tylosaurus saskatchewanensis |
|  |                              |

|  | Plioplatecarpinae |
|  |                   |

|  | Halisaurinae (en) |
|  |                   |
|  | Mosasaurinae      |
|  |                   |

## Paléobiologie

### Système neurovasculaire rostral
- Partie manquantes du crâne ;
- Matériel fossile connu ;
- Museau fossile scanné dans l'étude d'Álvarez-Herrera et al. (2020)[39] ;

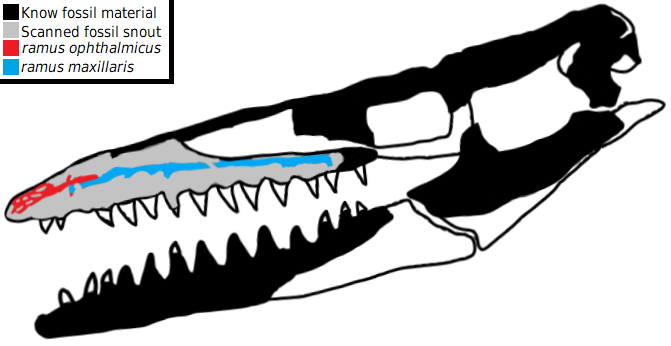
Diagramme reconstituant le crâne de T. antarcticus :
Partie manquantes du crâne ;
Matériel fossile connu ;
Museau fossile scanné dans l'étude d'Álvarez-Herrera (2020) ;
ramus maxillaris ;
ramus ophthalmicus.

Une étude publiée en 2020 sur la base de la tomodensitométrie du rostre de l'holotype de T. antarcticus révèle la présence de plusieurs foramens internes situés dans la partie la plus en avant du museau. Ces foramens, les ramus maxillaris et les ramus ophthalmicus sont abondamment ramifiés et ont pour particularité d'être directement reliés au nerf trijumeau, indiquant qu'ils auraient envoyé des informations sensibles de la peau du museau au cerveau. Cela signifie que Taniwhasaurus aurait eu un organe électrosensible capable de détecter le moindre mouvement d'une proie sous l'eau. Ce système neurovasculaire est comparable à ceux présents chez divers tétrapodes aquatiques vivants ou éteints, tels que les cétacés, les crocodiliens, les plésiosaures et les ichthyosaures, qui sont utilisés pour traquer des proies dans des conditions de faible luminosité.
L'étude mentionne que T. antarcticus est le premier mosasaure identifié à se disposer de tels structures pouvant expliquer ceci, mais il est probable que ce type d'organe soit présent chez les genres apparentés. En effet, plusieurs mosasaures ont de grands foramens semblables à ceux présents chez Taniwhasaurus, ce qui semble indiquer une condition répandue au sein du groupe. De plus, les tylosaurinés semblent afficher le plus grand foramen au niveau du museau parmi les mosasaures. Cette condition peut être mise en corrélation avec le rostre édenté qui caractérise la morphologie de cette sous-famille, mais d'autres études sont nécessaires pour valider ces deux hypothèses.

### Musculature

#### Mécanique du cou
Les prézygapophyses de T. antarcticus ne sont pas autant développées, ce indiquerait que cette musculature serait moins prononcée que chez les autres mosasaures. Les prézygapophyses des vertèbres cervicales marquent l'emplacement des muscles longissimus et semi-épineux, qui produisent en partie les flexions latérales du corps chez les reptiles. Le peu de développement de crêtes au niveau des cervicales indiquent que la surface de préhension des muscles nommés serait par conséquent plus petite que chez les autres mosasaures, ainsi que la force produite par ces muscles. T. antarcticus aurait donc eu une grande capacité de mouvement latéral du cou, bien que les muscles qui y sont ancrés n'auraient pas eu une grande force. Dans le même sens, les prézygapophyses réduites indiqueraient que les vertèbres cervicales avaient une connexion plus lâche les unes aux autres, car elles présentent une réduction de surface d'articulation entre eux. Le genre apparenté Tylosaurus n'aurait pas eu une mobilité du cou trop prononcée en raison des épines neurales penchées vers l'arrière, qui attachent plus étroitement une vertèbre avec une autre au moyen de ligaments et de la musculature axiale. Bien que les vertèbres n'ont pas été retrouvés avec les épines neurales complètes chez Taniwhasaurus, les valeurs de compression des centra indiquent que bien qu'il ait pu avoir une certaine restriction au mouvement latéral, cela aurait été de toute façon plus prononcé.

#### Mobilité

La mobilité de Taniwhasaurus aurait été grandement similaire à celui du mosasauriné Plotosaurus.

Bien que les vertèbres dorsales et caudales de T. antarcticus sont mal préservés, il suivent une morphologie très similaire à celui de Tylosaurus et de Plotosaurus. Les vertèbres pygales, qui sont des vertèbres caudales dérivées, sont interprétés comme une zone d'appui qui aurait une grande flexibilité. Cette partie des vertèbres caudales est constituée de vertèbres très similaires en morphologie les uns aux autres, et n'est représenté dans Taniwhasaurus que par des vertèbres caudales intermédiaires.
Les vertèbres caudales terminales seraient le support de la nageoire caudale et, comme chez Plotosaurus, ceux-ci ont une section subcirculaire dans la région antérieur et se transforme en une forme ovoïde comprimée latéralement en arrière. Cependant, cette configuration ne permet pas d'évaluer s'il y a ou non une tendance au nombre élevée de vertèbres pygales au détriment des caudales intermédiaires, comme on le voit dans les mosasaurinés dérivées. Il fut suggéré que les Rusellosaurina, le clade incluant les tylosaurinés et les lignées apparentés, avaient un squelette axial plésiomorphe et que par conséquent leur nage serait moins développé, tout le contraire des mosasaurinés, qui eux auraient eu une nage carangiforme, c'est-à-dire des formes où la queue est la principale source de propulsion, tandis que la partie la plus antérieure du corps maintient le mouvement restreint. Cependant, une thèse publié en 2017 prouve que Tylosaurus avait eu une nage puissante et rapide, due notamment à la régionalisation des vertèbres caudales, bien que moins marquée que chez le mosasaurinés plus dérivées.
Les analyses concernant les vertèbres dorsales et caudales chez Plotosaurus et Tylosaurus est similaire à celle que l'on retrouve chez les cétacés actuels, et que donc ceux-ci auraient aussi une forme de nage carangiforme. Les mesures relatives des centra vertébraux, des proximité morphologiques et phylogénétiques avec Tylosaurus, semblent indiquer que la queue de T. antarcticus aurait aussi un rôle très important en déplacement, confortant cette hypothèse. Cependant les vertèbres cervicales de Taniwhasaurus montre une gamme de mouvement inhabituel dans une nage carangiforme, peut-être plus large que dans tout autre mosasaure en raison de la compression latérale des centra vertébraux de cette zone, mais aussi à leur longueur. Basée sur ces preuves, il est admis que bien que toute la colonne vertébrale de T. antarcticus aurait eu une grande mobilité, la queue serait la principale source de propulsion, soutenant la tendance à des formes plus carangiformes, plaçant Taniwhasaurus quelque part entre les formes basales en forme d'anguille et les formes dérivées des carangiformes. Cela se trouve dans l'accord avec la position phylogénétique de ce taxon.

## Paléoécologie
Si l'on exclut les espèces T. 'capensis' et T. 'mikasaensis', la présence de T. oweni et T. antarcticus montre que le genre aurait été endémique du Gondwana, et plus précisément dans la faune australe du Crétacé de la province de Weddell, une zone géographique incluant les actuels Antarctique, Nouvelle-Zélande et Patagonie. C'est notamment le premier genre de mosasaure connu à être endémique de cette zone.

### Nouvelle-Zélande
T. oweni est connu de la formation de Conway (en), est plus particulièrement d'Haumuri Bluff (en), une localité contenant des fossiles datant du Campanien inférieur et moyen. La partie précise du site atteint une épaisseur maximale de 240 m et du point de vue lithologique, l'unité est un siltite gris massif lâchement cimenté avec des interlits localement limités de grès fin. Le noyau des concrétions présents dans la formation semble être des os, des coquillages ou même du bois  fossilisés, indiquant que l'environnement de dépôt aurait été la zone inférieure d'un estran. Les mollusques connus dans cette zone incluent l'ammonite Kossmaticeras (en) et le bivalve Inoceramus. De nombreux dinoflagellés sont également connus. Relativement peu de grands poissons sont connus au sein du site d'après les sources, le seul clairement identifié étant la grande raie rajiforme Australopristis (en). Parmi les autres mosasaures identifiés, ont retrouve notamment Mosasaurus mokoroa,. Parmi les plésiosaures, aucun genre précis n'a été déterminé à l'exception de l'élasmosauridé Mauisaurus, qui est lui-même reconnu comme douteux depuis 2017. Cependant, les fossiles identifiés au sein du lieu proviennent de plésiosauridés, d'élasmosauridés et de polycotylidés.

### Antarctique

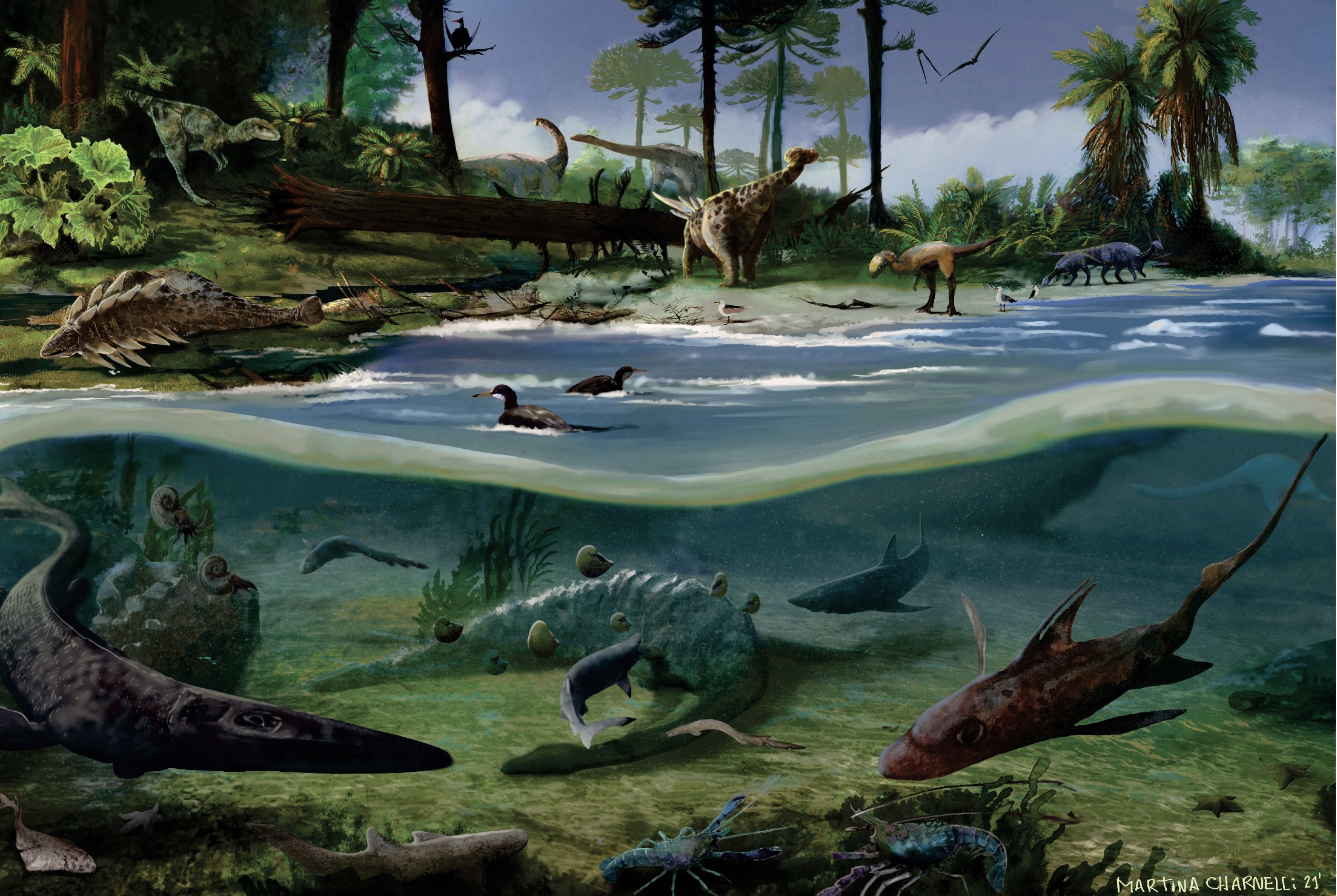
Reconstitution de la flore et de la faune de la formation de l'île Snow Hill, avec T. antarcticus montré en bas à gauche.

T. antarcticus est connu des dépôts datant du Campanien supérieur de la péninsule Antarctique, dans la formation de l'île Snow Hill, située sur l'île James Ross. Le taxon est principalement connu du membre Gamma, un site très diversifié contenant de nombreux fossiles de faunes marines et terrestres. Ce lieu se compose d'environ 200 m de grès et de coquina à l'intérieur du plateau, dominée principalement par les mollusques du groupe des bivalves et des gastéropodes. Les grès sont pour la plupart à grain fin, bien triés, formant des lits massifs ou stratifiés en parallèle, avec une stratification occasionnelle des vagues et des ondulations de courant. Plusieurs poissons osseux sont présents, notamment les ichtyodectiformes, les aulopiformes (principalement représenté par Enchodus), les albuliformes, ainsi qu'un téléostéen indéterminé. Les poissons cartilagineux sont principalement représentés par les holocéphales et les requins. Les holocéphales comprennent les chimères, les callorhinchidés, les rhinochimaeridés ainsi que l'imposante espèce Edaphodon snowhillensis, qui est l'un des plus grands chimériformes ayant été identifiés à ce jour. Les requins présents dans la zone incluent les hexanchiformes, les lamniformes, les squatiniformes, les squaliformes et les synechodontiformes. Des ammonites sont également présentes. Plusieurs reptiles marins sont connus de cette localité, mais les mosasaures ne semblent pas être aussi diversifiés que dans les autres formations géologiques voisines d'Antarctique. Les seuls clairement identifiés au sein du membre Gamma sont T. antarcticus, ainsi qu'un spécimen attribué au genre très douteux Hainosaurus. Les seuls plésiosaures connus du membre Gamma sont des incertae sedis appartenant soit aux élasmosauridés ou sont considérés comme indéterminés. Les dinosaures sont aussi répertoriés dans cette formation, notamment l'ankylosaure Antarctopelta, l'ornithopode Trinisaura ainsi qu'un sauropode lithostrotien non nommé, ce dernier étant le premier sauropode connu d'Antarctique.